# Lista di asteroidi (6001-7000)
Di seguito una lista di asteroidi dal numero 6001 al 7000 con data di scoperta e scopritore.

## 6001-6100
| Nome                  | Designazione provvisoria | Data di scoperta  | Scopritore                                             |
| --------------------- | ------------------------ | ----------------- | ------------------------------------------------------ |
| 6001 Thales           | 1988 CP2                 | 11 febbraio 1988  | E. W. Elst                                             |
| 6002 Eetion           | 1988 RO                  | 8 settembre 1988  | P. Jensen                                              |
| (6003) 1988 VO1       | 1988 VO1                 | 2 novembre 1988   | S. Ueda, H. Kaneda                                     |
| 6004 -                | 1988 XY1                 | 11 dicembre 1988  | S. Ueda, H. Kaneda                                     |
| 6005 -                | 1989 BD                  | 29 gennaio 1989   | S. Ueda, H. Kaneda                                     |
| 6006 Anaximandros     | 1989 GB4                 | 3 aprile 1989     | E. W. Elst                                             |
| 6007 Billevans        | 1990 BE2                 | 28 gennaio 1990   | S. Ueda, H. Kaneda                                     |
| 6008 -                | 1990 BF2                 | 30 gennaio 1990   | S. Ueda, H. Kaneda                                     |
| 6009 Yuzuruyoshii     | 1990 FQ1                 | 24 marzo 1990     | E. F. Helin                                            |
| 6010 Lyzenga          | 1990 OE                  | 19 luglio 1990    | E. F. Helin                                            |
| 6011 Tozzi            | 1990 QU5                 | 29 agosto 1990    | H. E. Holt                                             |
| 6012 Williammurdoch   | 1990 SK4                 | 22 settembre 1990 | R. H. McNaught                                         |
| 6013 Andanike         | 1991 OZ                  | 18 luglio 1991    | H. E. Holt                                             |
| 6014 Chribrenmark     | 1991 PO10                | 7 agosto 1991     | H. E. Holt                                             |
| 6015 Paularego        | 1991 PR10                | 7 agosto 1991     | H. E. Holt                                             |
| 6016 Carnelli         | 1991 PA11                | 7 agosto 1991     | H. E. Holt                                             |
| 6017 -                | 1991 PY11                | 7 agosto 1991     | H. E. Holt                                             |
| 6018 Pierssac         | 1991 PS16                | 7 agosto 1991     | H. E. Holt                                             |
| 6019 Telford          | 1991 RO6                 | 3 settembre 1991  | R. H. McNaught                                         |
| 6020 Miyamoto         | 1991 SL1                 | 30 settembre 1991 | K. Endate, K. Watanabe                                 |
| 6021 -                | 1991 TM                  | 1 ottobre 1991    | R. H. McNaught                                         |
| 6022 Jyuro            | 1992 UB4                 | 26 ottobre 1992   | K. Endate, K. Watanabe                                 |
| 6023 Tsuyashima       | 1992 UQ4                 | 26 ottobre 1992   | K. Endate, K. Watanabe                                 |
| 6024 Ochanomizu       | 1992 UT4                 | 27 ottobre 1992   | A. Sugie                                               |
| 6025 Naotosato        | 1992 YA3                 | 30 dicembre 1992  | T. Urata                                               |
| 6026 Xenophanes       | 1993 BA8                 | 23 gennaio 1993   | E. W. Elst                                             |
| 6027 Waratah          | 1993 SS2                 | 23 settembre 1993 | G. J. Garradd                                          |
| 6028 -                | 1994 ER1                 | 11 marzo 1994     | S. Ueda, H. Kaneda                                     |
| 6029 Edithrand        | 1948 AG                  | 14 gennaio 1948   | E. Wirtanen                                            |
| 6030 Zolensky         | 1981 EG36                | 7 marzo 1981      | S. J. Bus                                              |
| 6031 Ryokan           | 1982 BQ4                 | 26 gennaio 1982   | H. Kosai, K. Hurukawa                                  |
| 6032 Nobel            | 1983 PY                  | 4 agosto 1983     | L. G. Karachkina                                       |
| 6033 -                | 1984 SQ4                 | 24 settembre 1984 | H. Debehogne                                           |
| 6034 -                | 1987 JA                  | 5 maggio 1987     | A. C. Gilmore, P. M. Kilmartin                         |
| 6035 Citlaltépetl     | 1987 OR                  | 27 luglio 1987    | E. W. Elst                                             |
| 6036 Weinberg         | 1988 CV3                 | 13 febbraio 1988  | E. W. Elst                                             |
| 6037 -                | 1988 EG                  | 12 marzo 1988     | J. Alu                                                 |
| 6038 -                | 1989 EQ                  | 4 marzo 1989      | R. H. McNaught                                         |
| 6039 Parmenides       | 1989 RS                  | 3 settembre 1989  | E. W. Elst                                             |
| 6040 -                | 1990 DK3                 | 24 febbraio 1990  | H. Debehogne                                           |
| 6041 Juterkilian      | 1990 KL                  | 21 maggio 1990    | E. F. Helin                                            |
| 6042 Cheshirecat      | 1990 WW2                 | 23 novembre 1990  | A. Natori, T. Urata                                    |
| 6043 Aurochs          | 1991 RK2                 | 9 settembre 1991  | S. Otomo                                               |
| 6044 Hammer-Purgstall | 1991 RW4                 | 13 settembre 1991 | L. D. Schmadel, F. Börngen                             |
| 6045 -                | 1991 RG9                 | 11 settembre 1991 | H. E. Holt                                             |
| 6046 -                | 1991 RF14                | 13 settembre 1991 | H. E. Holt                                             |
| 6047 -                | 1991 TB1                 | 10 ottobre 1991   | P. Rose                                                |
| 6048 -                | 1991 UC1                 | 18 ottobre 1991   | S. Ueda, H. Kaneda                                     |
| 6049 Toda             | 1991 VP                  | 2 novembre 1991   | A. Takahashi, K. Watanabe                              |
| 6050 Miwablock        | 1992 AE                  | 10 gennaio 1992   | Spacewatch                                             |
| 6051 Anaximenes       | 1992 BX1                 | 30 gennaio 1992   | E. W. Elst                                             |
| 6052 Junichi          | 1992 CE1                 | 9 febbraio 1992   | K. Endate, K. Watanabe                                 |
| 6053 -                | 1993 BW3                 | 30 gennaio 1993   | R. H. McNaught                                         |
| 6054 Ghiberti         | 4019 P-L                 | 24 settembre 1960 | C. J. van Houten, I. van Houten-Groeneveld, T. Gehrels |
| 6055 Brunelleschi     | 2158 T-3                 | 16 ottobre 1977   | C. J. van Houten, I. van Houten-Groeneveld, T. Gehrels |
| 6056 Donatello        | 2318 T-3                 | 16 ottobre 1977   | C. J. van Houten, I. van Houten-Groeneveld, T. Gehrels |
| 6057 Robbia           | 5182 T-3                 | 16 ottobre 1977   | C. J. van Houten, I. van Houten-Groeneveld, T. Gehrels |
| 6058 Carlnielsen      | 1978 VL5                 | 7 novembre 1978   | E. F. Helin, S. J. Bus                                 |
| 6059 Diefenbach       | 1979 TA                  | 11 ottobre 1979   | Z. Vávrová                                             |
| 6060 Doudleby         | 1980 DX                  | 19 febbraio 1980  | A. Mrkos                                               |
| 6061 -                | 1981 SQ2                 | 20 settembre 1981 | H. Debehogne                                           |
| 6062 Vespa            | 1983 JQ                  | 6 maggio 1983     | N. G. Thomas                                           |
| 6063 Jason            | 1984 KB                  | 27 maggio 1984    | C. S. Shoemaker, E. M. Shoemaker                       |
| 6064 Holašovice       | 1987 HE1                 | 23 aprile 1987    | A. Mrkos                                               |
| 6065 Chesneau         | 1987 OC                  | 27 luglio 1987    | E. F. Helin, R. S. Dunbar                              |
| 6066 Hendricks        | 1987 SZ3                 | 26 settembre 1987 | E. Bowell                                              |
| 6067 Donutil          | 1990 QR11                | 28 agosto 1990    | Z. Vávrová                                             |
| 6068 Brandenburg      | 1990 TJ2                 | 10 ottobre 1990   | F. Börngen, L. D. Schmadel                             |
| 6069 Cevolani         | 1991 PW17                | 8 agosto 1991     | H. E. Holt                                             |
| 6070 Rheinland        | 1991 XO1                 | 10 dicembre 1991  | F. Börngen                                             |
| 6071 Sakitama         | 1992 AS1                 | 4 gennaio 1992    | T. Hioki, S. Hayakawa                                  |
| 6072 Hooghoudt        | 1280 T-1                 | 25 marzo 1971     | C. J. van Houten, I. van Houten-Groeneveld, T. Gehrels |
| 6073 Tähtiseuraursa   | 1939 UB                  | 18 ottobre 1939   | Y. Väisälä                                             |
| 6074 Bechtereva       | 1968 QE                  | 24 agosto 1968    | T. M. Smirnova                                         |
| 6075 Zajtsev          | 1976 GH2                 | 1 aprile 1976     | N. S. Chernykh                                         |
| 6076 Plavec           | 1980 CR                  | 14 febbraio 1980  | L. Brožek                                              |
| 6077 Messner          | 1980 TM                  | 3 ottobre 1980    | Z. Vávrová                                             |
| 6078 Burt             | 1980 TC5                 | 10 ottobre 1980   | C. S. Shoemaker                                        |
| 6079 Gerokurat        | 1981 DG3                 | 28 febbraio 1981  | S. J. Bus                                              |
| 6080 Lugmair          | 1981 EY26                | 2 marzo 1981      | S. J. Bus                                              |
| 6081 Cloutis          | 1981 EE35                | 2 marzo 1981      | S. J. Bus                                              |
| 6082 Timiryazev       | 1982 UH8                 | 21 ottobre 1982   | L. V. Zhuravleva                                       |
| 6083 Janeirabloom     | 1984 SQ2                 | 25 settembre 1984 | B. A. Skiff                                            |
| 6084 Bascom           | 1985 CT                  | 12 febbraio 1985  | C. S. Shoemaker, E. M. Shoemaker                       |
| 6085 Fraethi          | 1987 SN3                 | 25 settembre 1987 | P. Jensen                                              |
| 6086 Vrchlický        | 1987 VU                  | 15 novembre 1987  | Z. Vávrová                                             |
| 6087 Lupo             | 1988 FK                  | 19 marzo 1988     | C. S. Shoemaker, E. M. Shoemaker                       |
| 6088 Hoshigakubo      | 1988 UH                  | 18 ottobre 1988   | T. Seki                                                |
| 6089 Izumi            | 1989 AF1                 | 5 gennaio 1989    | M. Koishikawa                                          |
| 6090 Aulis            | 1989 DJ                  | 27 febbraio 1989  | H. Debehogne                                           |
| 6091 Mitsuru          | 1990 DA1                 | 28 febbraio 1990  | K. Endate, K. Watanabe                                 |
| 6092 Johnmason        | 1990 MN                  | 27 giugno 1990    | E. F. Helin                                            |
| 6093 Makoto           | 1990 QP5                 | 30 agosto 1990    | K. Endate, K. Watanabe                                 |
| 6094 Hisako           | 1990 VQ1                 | 10 novembre 1990  | T. Hioki, S. Hayakawa                                  |
| 6095 -                | 1991 UU                  | 18 ottobre 1991   | S. Ueda, H. Kaneda                                     |
| 6096 -                | 1991 UB2                 | 29 ottobre 1991   | S. Ueda, H. Kaneda                                     |
| 6097 Koishikawa       | 1991 UK2                 | 29 ottobre 1991   | K. Endate, K. Watanabe                                 |
| 6098 Mutojunkyu       | 1991 UW3                 | 31 ottobre 1991   | M. Matsuyama, K. Watanabe                              |
| 6099 Saarland         | 1991 UH4                 | 30 ottobre 1991   | F. Börngen                                             |
| 6100 Kunitomoikkansai | 1991 VK4                 | 9 novembre 1991   | A. Sugie                                               |

## 6101-6200
| Nome                  | Designazione provvisoria | Data di scoperta  | Scopritore                                             |
| --------------------- | ------------------------ | ----------------- | ------------------------------------------------------ |
| 6101 Tomoki           | 1993 EG                  | 1 marzo 1993      | T. Urata                                               |
| 6102 Visby            | 1993 FQ25                | 21 marzo 1993     | UESAC                                                  |
| 6103 -                | 1993 HV                  | 16 aprile 1993    | S. Ueda, H. Kaneda                                     |
| 6104 Takao            | 1993 HZ                  | 16 aprile 1993    | K. Endate, K. Watanabe                                 |
| 6105 Verrocchio       | 4580 P-L                 | 24 settembre 1960 | C. J. van Houten, I. van Houten-Groeneveld, T. Gehrels |
| 6106 Stoss            | 6564 P-L                 | 24 settembre 1960 | C. J. van Houten, I. van Houten-Groeneveld, T. Gehrels |
| 6107 Osterbrock       | 1948 AF                  | 14 gennaio 1948   | C. A. Wirtanen                                         |
| 6108 Glebov           | 1971 QN                  | 18 agosto 1971    | T. M. Smirnova                                         |
| 6109 Balseiro         | 1975 QC                  | 29 agosto 1975    | Felix Aguilar Observatory                              |
| 6110 Kazak            | 1978 NQ1                 | 4 luglio 1978     | L. I. Chernykh                                         |
| 6111 Davemckay        | 1979 SP13                | 20 settembre 1979 | S. J. Bus                                              |
| 6112 Ludolfschultz    | 1981 DB1                 | 28 febbraio 1981  | S. J. Bus                                              |
| 6113 Tsap             | 1982 SX5                 | 16 settembre 1982 | L. I. Chernykh                                         |
| 6114 Dalla-Degregori  | 1984 HS1                 | 28 aprile 1984    | W. Ferreri, V. Zappalà                                 |
| 6115 Martinduncan     | 1984 SR2                 | 25 settembre 1984 | B. A. Skiff                                            |
| 6116 Still            | 1984 UB3                 | 26 ottobre 1984   | E. Bowell                                              |
| 6117 Brevardastro     | 1985 CZ1                 | 12 febbraio 1985  | H. Debehogne                                           |
| 6118 Mayuboshi        | 1986 QX3                 | 31 agosto 1986    | H. Debehogne                                           |
| 6119 Hjorth           | 1986 XH                  | 6 dicembre 1986   | P. Jensen                                              |
| 6120 Anhalt           | 1987 QR                  | 21 agosto 1987    | F. Börngen                                             |
| 6121 Plachinda        | 1987 RU3                 | 2 settembre 1987  | L. I. Chernykh                                         |
| 6122 Henrard          | 1987 SW1                 | 21 settembre 1987 | E. Bowell                                              |
| 6123 Aristoteles      | 1987 SH2                 | 19 settembre 1987 | E. W. Elst                                             |
| 6124 Mecklenburg      | 1987 SL10                | 29 settembre 1987 | F. Börngen                                             |
| 6125 Singto           | 1989 CN                  | 4 febbraio 1989   | S. Ueda, H. Kaneda                                     |
| 6126 Hubelmatt        | 1989 EW1                 | 5 marzo 1989      | Z. Vávrová                                             |
| 6127 Hetherington     | 1989 HD                  | 25 aprile 1989    | E. F. Helin                                            |
| 6128 Lasorda          | 1989 LA                  | 3 giugno 1989     | E. F. Helin                                            |
| 6129 Demokritos       | 1989 RB2                 | 4 settembre 1989  | E. W. Elst                                             |
| 6130 Hutton           | 1989 SL5                 | 24 settembre 1989 | R. H. McNaught                                         |
| 6131 Towen            | 1990 OO3                 | 27 luglio 1990    | H. E. Holt                                             |
| 6132 Danielson        | 1990 QY3                 | 22 agosto 1990    | H. E. Holt                                             |
| 6133 Royaldutchastro  | 1990 RC3                 | 14 settembre 1990 | H. E. Holt                                             |
| 6134 Kamagari         | 1990 RA5                 | 15 settembre 1990 | H. E. Holt                                             |
| 6135 Billowen         | 1990 RD9                 | 14 settembre 1990 | H. E. Holt                                             |
| 6136 Gryphon          | 1990 YH                  | 22 dicembre 1990  | A. Natori, T. Urata                                    |
| 6137 Johnfletcher     | 1991 BY                  | 25 gennaio 1991   | A. Natori, T. Urata                                    |
| 6138 Miguelhernández  | 1991 JH1                 | 14 maggio 1991    | S. Otomo, O. Muramatsu                                 |
| 6139 Naomi            | 1992 AD1                 | 10 gennaio 1992   | A. Sugie                                               |
| 6140 Kubokawa         | 1992 AT1                 | 6 gennaio 1992    | K. Endate, K. Watanabe                                 |
| 6141 Durda            | 1992 YC3                 | 26 dicembre 1992  | Spacewatch                                             |
| 6142 Tantawi          | 1993 FP                  | 23 marzo 1993     | A. C. Gilmore, P. M. Kilmartin                         |
| 6143 Pythagoras       | 1993 JV                  | 14 maggio 1993    | E. W. Elst                                             |
| 6144 Kondojiro        | 1994 EQ3                 | 14 marzo 1994     | K. Endate, K. Watanabe                                 |
| 6145 Riemenschneider  | 2630 P-L                 | 26 settembre 1960 | C. J. van Houten, I. van Houten-Groeneveld, T. Gehrels |
| 6146 Adamkrafft       | 3262 T-2                 | 30 settembre 1973 | C. J. van Houten, I. van Houten-Groeneveld, T. Gehrels |
| 6147 Straub           | 1081 T-3                 | 17 ottobre 1977   | C. J. van Houten, I. van Houten-Groeneveld, T. Gehrels |
| 6148 Ignazgünther     | 5119 T-3                 | 16 ottobre 1977   | C. J. van Houten, I. van Houten-Groeneveld, T. Gehrels |
| 6149 Pelčák           | 1979 SS                  | 25 settembre 1979 | A. Mrkos                                               |
| 6150 Neukum           | 1980 FR1                 | 16 marzo 1980     | C.-I. Lagerkvist                                       |
| 6151 Viget            | 1987 WF                  | 19 novembre 1987  | E. Bowell                                              |
| 6152 Empedocles       | 1989 GB3                 | 3 aprile 1989     | E. W. Elst                                             |
| 6153 Hershey          | 1990 OB                  | 19 luglio 1990    | E. F. Helin                                            |
| 6154 Stevesynnott     | 1990 QP1                 | 22 agosto 1990    | H. E. Holt                                             |
| 6155 Yokosugano       | 1990 VY2                 | 11 novembre 1990  | T. Nomura, K. Kawanishi                                |
| 6156 Dall             | 1991 AF1                 | 12 gennaio 1991   | B. G. W. Manning                                       |
| 6157 Prey             | 1991 RX2                 | 9 settembre 1991  | L. D. Schmadel, F. Börngen                             |
| 6158 Shosanbetsu      | 1991 VB3                 | 12 novembre 1991  | T. Niijima, T. Urata                                   |
| 6159 Andréseloy       | 1991 YH                  | 30 dicembre 1991  | S. Ueda, H. Kaneda                                     |
| 6160 Minakata         | 1993 JF                  | 15 maggio 1993    | Y. Shimizu, T. Urata                                   |
| 6161 Vojno-Yasenetsky | 1971 TY2                 | 14 ottobre 1971   | L. I. Chernykh                                         |
| 6162 Prokhorov        | 1973 SR6                 | 25 settembre 1973 | L. V. Zhuravleva                                       |
| 6163 Reimers          | 1977 FT                  | 16 marzo 1977     | H.-E. Schuster                                         |
| 6164 Gerhardmüller    | 1977 RF2                 | 9 settembre 1977  | N. S. Chernykh                                         |
| 6165 Frolova          | 1978 PD3                 | 8 agosto 1978     | N. S. Chernykh                                         |
| 6166 Univsima         | 1978 SP4                 | 27 settembre 1978 | L. I. Chernykh                                         |
| 6167 Narmanskij       | 1979 QB10                | 27 agosto 1979    | N. S. Chernykh                                         |
| 6168 Isnello          | 1981 EB1                 | 5 marzo 1981      | H. Debehogne, G. DeSanctis                             |
| 6169 Sashakrot        | 1981 EX4                 | 2 marzo 1981      | S. J. Bus                                              |
| 6170 Levasseur        | 1981 GP                  | 5 aprile 1981     | E. Bowell                                              |
| 6171 Uttorp           | 1981 UT                  | 26 ottobre 1981   | L. G. Taff                                             |
| 6172 Prokofeana       | 1982 TX                  | 14 ottobre 1982   | L. G. Karachkina                                       |
| 6173 Jimwestphal      | 1983 AD                  | 9 gennaio 1983    | B. A. Skiff                                            |
| 6174 Polybius         | 1983 TR2                 | 4 ottobre 1983    | N. G. Thomas                                           |
| 6175 Cori             | 1983 XW                  | 4 dicembre 1983   | A. Mrkos                                               |
| 6176 Horrigan         | 1985 BH                  | 16 gennaio 1985   | Z. Vávrová                                             |
| 6177 Fécamp           | 1986 CE2                 | 12 febbraio 1986  | H. Debehogne                                           |
| 6178 -                | 1986 DA                  | 16 febbraio 1986  | M. Kizawa                                              |
| 6179 Brett            | 1986 EN                  | 3 marzo 1986      | C. S. Shoemaker, E. M. Shoemaker                       |
| 6180 Bystritskaya     | 1986 PX4                 | 8 agosto 1986     | L. I. Chernykh                                         |
| 6181 Bobweber         | 1986 RW                  | 6 settembre 1986  | E. F. Helin                                            |
| 6182 Katygord         | 1987 SC4                 | 21 settembre 1987 | E. Bowell                                              |
| 6183 Viscome          | 1987 SF7                 | 26 settembre 1987 | C. S. Shoemaker                                        |
| 6184 Nordlund         | 1987 UQ3                 | 26 ottobre 1987   | P. Jensen                                              |
| 6185 Mitsuma          | 1987 YD                  | 20 dicembre 1987  | T. Kojima                                              |
| 6186 Zenon            | 1988 CC2                 | 11 febbraio 1988  | E. W. Elst                                             |
| 6187 Kagura           | 1988 RD5                 | 2 settembre 1988  | H. Debehogne                                           |
| 6188 Robertpepin      | 1988 SW2                 | 16 settembre 1988 | S. J. Bus                                              |
| 6189 Völk             | 1989 EY2                 | 2 marzo 1989      | E. W. Elst                                             |
| 6190 Rennes           | 1989 TJ1                 | 8 ottobre 1989    | M. Koishikawa                                          |
| 6191 Eades            | 1989 WN1                 | 22 novembre 1989  | B. G. W. Manning                                       |
| 6192 Javiergorosabel  | 1990 KB1                 | 21 maggio 1990    | E. F. Helin                                            |
| 6193 Manabe           | 1990 QC1                 | 18 agosto 1990    | K. Endate, K. Watanabe                                 |
| 6194 Denali           | 1990 TN                  | 12 ottobre 1990   | R. H. McNaught                                         |
| 6195 Nukariya         | 1990 VL2                 | 13 novembre 1990  | K. Endate, K. Watanabe                                 |
| 6196 Bernardbowen     | 1991 UO4                 | 28 ottobre 1991   | S. Ueda, H. Kaneda                                     |
| 6197 Taracho          | 1992 AB1                 | 10 gennaio 1992   | S. Inoda, T. Urata                                     |
| 6198 Shirakawa        | 1992 AF1                 | 10 gennaio 1992   | T. Hioki, S. Hayakawa                                  |
| 6199 Yoshiokayayoi    | 1992 BK1                 | 26 gennaio 1992   | A. Sugie                                               |
| 6200 Hachinohe        | 1993 HL                  | 16 aprile 1993    | K. Endate, K. Watanabe                                 |

## 6201-6300
| Nome                 | Designazione provvisoria | Data di scoperta  | Scopritore                                             |
| -------------------- | ------------------------ | ----------------- | ------------------------------------------------------ |
| 6201 Ichiroshimizu   | 1993 HY                  | 16 aprile 1993    | K. Endate, K. Watanabe                                 |
| 6202 Georgemiley     | 3332 T-1                 | 26 marzo 1971     | C. J. van Houten, I. van Houten-Groeneveld, T. Gehrels |
| 6203 Lyubamoroz      | 1981 EC23                | 3 marzo 1981      | S. J. Bus                                              |
| 6204 MacKenzie       | 1981 JB3                 | 6 maggio 1981     | C. S. Shoemaker                                        |
| 6205 Menottigalli    | 1983 OD                  | 17 luglio 1983    | E. Bowell                                              |
| 6206 Corradolamberti | 1985 TB1                 | 15 ottobre 1985   | E. Bowell                                              |
| 6207 Bourvil         | 1988 BV                  | 24 gennaio 1988   | S. Ueda, H. Kaneda                                     |
| 6208 Wakata          | 1988 XT                  | 3 dicembre 1988   | K. Endate, K. Watanabe                                 |
| 6209 Schwaben        | 1990 TF4                 | 12 ottobre 1990   | F. Börngen, L. D. Schmadel                             |
| 6210 Hyunseop        | 1991 AX1                 | 14 gennaio 1991   | M. Matsuyama, K. Watanabe                              |
| 6211 Tsubame         | 1991 DO                  | 19 febbraio 1991  | S. Inoda, T. Urata                                     |
| 6212 Franzthaler     | 1993 MS1                 | 23 giugno 1993    | M. Nassir                                              |
| 6213 Zwiers          | 2196 P-L                 | 24 settembre 1960 | C. J. van Houten, I. van Houten-Groeneveld, T. Gehrels |
| 6214 Mikhailgrinev   | 1971 SN2                 | 26 settembre 1971 | T. M. Smirnova                                         |
| 6215 Mehdia          | 1973 EK                  | 7 marzo 1973      | L. Kohoutek                                            |
| 6216 San Jose        | 1975 SJ                  | 30 settembre 1975 | S. J. Bus                                              |
| 6217 Kodai           | 1975 XH                  | 1 dicembre 1975   | C. Torres, S. Barros                                   |
| 6218 Mizushima       | 1977 EG7                 | 12 marzo 1977     | H. Kosai, K. Hurukawa                                  |
| 6219 Demalia         | 1978 PX2                 | 8 agosto 1978     | N. S. Chernykh                                         |
| 6220 Stepanmakarov   | 1978 SN7                 | 26 settembre 1978 | L. V. Zhuravleva                                       |
| 6221 Ducentesima     | 1980 GO                  | 13 aprile 1980    | A. Mrkos                                               |
| 6222 -               | 1980 PB3                 | 8 agosto 1980     | Royal Observatory Edinburgh                            |
| 6223 Dahl            | 1980 RD1                 | 3 settembre 1980  | A. Mrkos                                               |
| 6224 El Goresy       | 1981 EK8                 | 1 marzo 1981      | S. J. Bus                                              |
| 6225 Hiroko          | 1981 EK12                | 1 marzo 1981      | S. J. Bus                                              |
| 6226 Paulwarren      | 1981 EY18                | 2 marzo 1981      | S. J. Bus                                              |
| 6227 Alanrubin       | 1981 EQ42                | 2 marzo 1981      | S. J. Bus                                              |
| 6228 Yonezawa        | 1982 BA                  | 17 gennaio 1982   | T. Furuta                                              |
| 6229 Tursachan       | 1983 VN7                 | 4 novembre 1983   | B. A. Skiff                                            |
| 6230 Fram            | 1984 SG1                 | 27 settembre 1984 | Z. Vávrová                                             |
| 6231 Hundertwasser   | 1985 FH                  | 20 marzo 1985     | A. Mrkos                                               |
| 6232 Zubitskia       | 1985 SJ3                 | 19 settembre 1985 | N. S. Chernykh, L. I. Chernykh                         |
| 6233 Kimura          | 1986 CG                  | 8 febbraio 1986   | S. Inoda, T. Urata                                     |
| 6234 Sheilawolfman   | 1986 SF                  | 30 settembre 1986 | Z. Vávrová                                             |
| 6235 Burney          | 1987 VB                  | 14 novembre 1987  | S. Ueda, H. Kaneda                                     |
| 6236 Mallard         | 1988 WF                  | 29 novembre 1988  | Oohira                                                 |
| 6237 Chikushi        | 1989 CV                  | 4 febbraio 1989   | T. Seki                                                |
| 6238 Septimaclark    | 1989 NM                  | 2 luglio 1989     | E. F. Helin                                            |
| 6239 Minos           | 1989 QF                  | 31 agosto 1989    | C. S. Shoemaker, E. M. Shoemaker                       |
| 6240 Lucretius Carus | 1989 SL1                 | 26 settembre 1989 | E. W. Elst                                             |
| 6241 Galante         | 1989 TG                  | 4 ottobre 1989    | Osservatorio San Vittore                               |
| 6242 -               | 1990 OJ2                 | 29 luglio 1990    | H. E. Holt                                             |
| 6243 Yoder           | 1990 OT3                 | 27 luglio 1990    | H. E. Holt                                             |
| 6244 Okamoto         | 1990 QF                  | 20 agosto 1990    | T. Seki                                                |
| 6245 Ikufumi         | 1990 SO4                 | 27 settembre 1990 | T. Urata                                               |
| 6246 Komurotoru      | 1990 VX2                 | 13 novembre 1990  | T. Fujii, K. Watanabe                                  |
| 6247 Amanogawa       | 1990 WY3                 | 21 novembre 1990  | K. Endate, K. Watanabe                                 |
| 6248 Bardon          | 1991 BM2                 | 17 gennaio 1991   | Z. Vávrová                                             |
| 6249 Jennifer        | 1991 JF1                 | 7 maggio 1991     | E. F. Helin                                            |
| 6250 Saekohayashi    | 1991 VX1                 | 2 novembre 1991   | E. F. Helin                                            |
| 6251 Setsuko         | 1992 DB                  | 25 febbraio 1992  | M. Akiyama, T. Furuta                                  |
| 6252 Montevideo      | 1992 EV11                | 6 marzo 1992      | UESAC                                                  |
| 6253 -               | 1992 FJ                  | 24 marzo 1992     | S. Ueda, H. Kaneda                                     |
| 6254 -               | 1993 UM3                 | 20 ottobre 1993   | S. Ueda, H. Kaneda                                     |
| 6255 Kuma            | 1994 XT                  | 5 dicembre 1994   | A. Nakamura                                            |
| 6256 Canova          | 4063 P-L                 | 24 settembre 1960 | C. J. van Houten, I. van Houten-Groeneveld, T. Gehrels |
| 6257 Thorvaldsen     | 4098 T-1                 | 26 marzo 1971     | C. J. van Houten, I. van Houten-Groeneveld, T. Gehrels |
| 6258 Rodin           | 3070 T-2                 | 30 settembre 1973 | C. J. van Houten, I. van Houten-Groeneveld, T. Gehrels |
| 6259 Maillol         | 3236 T-2                 | 30 settembre 1973 | C. J. van Houten, I. van Houten-Groeneveld, T. Gehrels |
| 6260 Kelsey          | 1949 PN                  | 2 agosto 1949     | K. Reinmuth                                            |
| 6261 Chione          | 1976 WC                  | 30 novembre 1976  | H.-E. Schuster                                         |
| 6262 Javid           | 1978 RZ                  | 1 settembre 1978  | N. S. Chernykh                                         |
| 6263 Druckmüller     | 1980 PX                  | 6 agosto 1980     | Z. Vávrová                                             |
| 6264 -               | 1980 SQ                  | 29 settembre 1980 | Z. Vávrová                                             |
| 6265 -               | 1985 TW3                 | 11 ottobre 1985   | T. F. Fric, R. J. Gilbrech                             |
| 6266 Letzel          | 1986 TB3                 | 4 ottobre 1986    | A. Mrkos                                               |
| 6267 Rozhen          | 1987 SO9                 | 20 settembre 1987 | E. W. Elst                                             |
| 6268 Versailles      | 1990 SS5                 | 22 settembre 1990 | E. W. Elst                                             |
| 6269 Kawasaki        | 1990 UJ                  | 20 ottobre 1990   | T. Urata                                               |
| 6270 Kabukuri        | 1991 BD                  | 18 gennaio 1991   | S. Inoda, T. Urata                                     |
| 6271 Farmer          | 1991 NF                  | 9 luglio 1991     | E. F. Helin                                            |
| 6272 -               | 1992 EB                  | 2 marzo 1992      | S. Ueda, H. Kaneda                                     |
| 6273 Kiruna          | 1992 ER31                | 1 marzo 1992      | UESAC                                                  |
| 6274 Taizaburo       | 1992 FV                  | 23 marzo 1992     | K. Endate, K. Watanabe                                 |
| 6275 Kiryu           | 1993 VQ                  | 14 novembre 1993  | T. Kobayashi                                           |
| 6276 Kurohone        | 1994 AB                  | 1 gennaio 1994    | T. Kobayashi                                           |
| 6277 Siok            | 1949 QC1                 | 24 agosto 1949    | H. L. Giclas, R. D. Schaldach                          |
| 6278 Ametkhan        | 1971 TF                  | 10 ottobre 1971   | B. A. Burnasheva                                       |
| 6279 -               | 1977 UO5                 | 18 ottobre 1977   | K. L. Faul                                             |
| 6280 Sicardy         | 1980 RJ                  | 2 settembre 1980  | E. Bowell                                              |
| 6281 Strnad          | 1980 SD                  | 16 settembre 1980 | A. Mrkos                                               |
| 6282 Edwelda         | 1980 TS4                 | 9 ottobre 1980    | C. S. Shoemaker                                        |
| 6283 -               | 1980 VX1                 | 6 novembre 1980   | Purple Mountain Observatory                            |
| 6284 Borisivanov     | 1981 EM19                | 2 marzo 1981      | S. J. Bus                                              |
| 6285 Ingram          | 1981 EA26                | 2 marzo 1981      | S. J. Bus                                              |
| 6286 -               | 1983 EU                  | 10 marzo 1983     | E. Barr                                                |
| 6287 Lenham          | 1984 AR                  | 8 gennaio 1984    | E. Bowell                                              |
| 6288 Fouts           | 1984 ER1                 | 2 marzo 1984      | H. Debehogne                                           |
| 6289 Lanusei         | 1984 HP1                 | 28 aprile 1984    | W. Ferreri, V. Zappalà                                 |
| 6290 -               | 1985 CA2                 | 12 febbraio 1985  | H. Debehogne                                           |
| 6291 Renzetti        | 1985 TM1                 | 15 ottobre 1985   | E. Bowell                                              |
| (6292) 1986 QQ2      | 1986 QQ2                 | 28 agosto 1986    | H. Debehogne                                           |
| 6293 Oberpfalz       | 1987 WV1                 | 26 novembre 1987  | F. Börngen                                             |
| 6294 Czerny          | 1988 CX1                 | 11 febbraio 1988  | E. W. Elst                                             |
| 6295 Schmoll         | 1988 CF3                 | 11 febbraio 1988  | E. W. Elst                                             |
| 6296 Cleveland       | 1988 NC                  | 12 luglio 1988    | E. F. Helin                                            |
| 6297 -               | 1988 VZ1                 | 2 novembre 1988   | S. Ueda, H. Kaneda                                     |
| 6298 Sawaoka         | 1988 XC                  | 1 dicembre 1988   | T. Kojima                                              |
| 6299 Reizoutoyoko    | 1988 XQ1                 | 5 dicembre 1988   | M. Arai, H. Mori                                       |
| 6300 Hosamu          | 1988 YB                  | 30 dicembre 1988  | T. Hioki, N. Kawasato                                  |

## 6301-6400
| Nome                  | Designazione provvisoria | Data di scoperta  | Scopritore                                             |
| --------------------- | ------------------------ | ----------------- | ------------------------------------------------------ |
| 6301 Bohumilruprecht  | 1989 BR1                 | 29 gennaio 1989   | Z. Vávrová                                             |
| 6302 Tengukogen       | 1989 CF                  | 2 febbraio 1989   | T. Seki                                                |
| 6303 -                | 1989 EL2                 | 12 marzo 1989     | S. Ueda, H. Kaneda                                     |
| 6304 Josephus Flavius | 1989 GT3                 | 2 aprile 1989     | E. W. Elst                                             |
| 6305 Helgoland        | 1989 GE8                 | 6 aprile 1989     | F. Börngen                                             |
| 6306 Nishimura        | 1989 UL3                 | 30 ottobre 1989   | A. Sugie                                               |
| 6307 Maiztegui        | 1989 WL7                 | 22 novembre 1989  | Felix Aguilar Observatory                              |
| 6308 Ebisuzaki        | 1990 BK                  | 17 gennaio 1990   | Y. Kushida, O. Muramatsu                               |
| 6309 Elsschot         | 1990 EM3                 | 2 marzo 1990      | E. W. Elst                                             |
| 6310 Jankonke         | 1990 KK                  | 21 maggio 1990    | E. F. Helin                                            |
| 6311 Porubčan         | 1990 RQ2                 | 15 settembre 1990 | H. E. Holt                                             |
| 6312 Robheinlein      | 1990 RH4                 | 14 settembre 1990 | H. E. Holt                                             |
| 6313 Tsurutani        | 1990 RC8                 | 14 settembre 1990 | H. Debehogne                                           |
| 6314 Reigber          | 1990 SQ16                | 17 settembre 1990 | H. E. Holt                                             |
| 6315 Barabash         | 1990 TS                  | 11 ottobre 1990   | S. Ueda, H. Kaneda                                     |
| 6316 Méndez           | 1990 TL6                 | 9 ottobre 1990    | R. H. McNaught                                         |
| 6317 Dreyfus          | 1990 UP3                 | 16 ottobre 1990   | E. W. Elst                                             |
| 6318 Cronkite         | 1990 WA                  | 18 novembre 1990  | E. F. Helin                                            |
| 6319 Beregovoj        | 1990 WJ3                 | 19 novembre 1990  | E. W. Elst                                             |
| 6320 Bremen           | 1991 AL3                 | 15 gennaio 1991   | F. Börngen                                             |
| 6321 Namuratakao      | 1991 BV                  | 19 gennaio 1991   | A. Sugie                                               |
| 6322 -                | 1991 CQ                  | 10 febbraio 1991  | R. H. McNaught                                         |
| 6323 Karoji           | 1991 CY1                 | 14 febbraio 1991  | K. Endate, K. Watanabe                                 |
| 6324 Kejonuma         | 1991 DN1                 | 23 febbraio 1991  | S. Inoda, T. Urata                                     |
| 6325 -                | 1991 EA1                 | 14 marzo 1991     | M. Arai, H. Mori                                       |
| 6326 Idamiyoshi       | 1991 FJ1                 | 18 marzo 1991     | A. Sugie                                               |
| 6327 Tijn             | 1991 GP1                 | 9 aprile 1991     | E. F. Helin                                            |
| 6328 -                | 1991 NL1                 | 12 luglio 1991    | H. E. Holt                                             |
| 6329 Hikonejyo        | 1992 EU1                 | 12 marzo 1992     | A. Sugie                                               |
| 6330 Koen             | 1992 FN                  | 23 marzo 1992     | K. Endate, K. Watanabe                                 |
| (6331) 1992 FZ1       | 1992 FZ1                 | 28 marzo 1992     | S. Ueda, H. Kaneda                                     |
| 6332 Vorarlberg       | 1992 FP3                 | 30 marzo 1992     | F. Börngen                                             |
| 6333 Helenejacq       | 1992 LG                  | 3 giugno 1992     | G. J. Leonard                                          |
| 6334 Robleonard       | 1992 MM                  | 27 giugno 1992    | G. J. Leonard                                          |
| 6335 Nicolerappaport  | 1992 NR                  | 5 luglio 1992     | E. F. Helin, J. Alu                                    |
| 6336 Dodo             | 1992 UU                  | 21 ottobre 1992   | S. Otomo                                               |
| 6337 Shiota           | 1992 UC4                 | 26 ottobre 1992   | K. Endate, K. Watanabe                                 |
| 6338 Isaosato         | 1992 UO4                 | 26 ottobre 1992   | K. Endate, K. Watanabe                                 |
| 6339 Giliberti        | 1993 SG                  | 20 settembre 1993 | V. S. Casulli                                          |
| 6340 Kathmandu        | 1993 TF2                 | 15 ottobre 1993   | K. Endate, K. Watanabe                                 |
| 6341 -                | 1993 UN3                 | 20 ottobre 1993   | S. Ueda, H. Kaneda                                     |
| 6342 -                | 1993 VG                  | 7 novembre 1993   | S. Ueda, H. Kaneda                                     |
| 6343 -                | 1993 VK                  | 7 novembre 1993   | S. Ueda, H. Kaneda                                     |
| 6344 -                | 1993 VM                  | 7 novembre 1993   | S. Ueda, H. Kaneda                                     |
| 6345 Hideo            | 1994 AX1                 | 5 gennaio 1994    | K. Endate, K. Watanabe                                 |
| 6346 Syukumeguri      | 1995 AY                  | 6 gennaio 1995    | T. Kobayashi                                           |
| 6347 -                | 1995 BM4                 | 28 gennaio 1995   | S. Ueda, H. Kaneda                                     |
| 6348 -                | 1995 CH1                 | 3 febbraio 1995   | S. Ueda, H. Kaneda                                     |
| 6349 Acapulco         | 1995 CN1                 | 8 febbraio 1995   | M. Koishikawa                                          |
| 6350 Schlüter         | 3526 P-L                 | 17 ottobre 1960   | C. J. van Houten, I. van Houten-Groeneveld, T. Gehrels |
| 6351 Neumann          | 4277 T-1                 | 26 marzo 1971     | C. J. van Houten, I. van Houten-Groeneveld, T. Gehrels |
| 6352 Schlaun          | 2400 T-3                 | 16 ottobre 1977   | C. J. van Houten, I. van Houten-Groeneveld, T. Gehrels |
| 6353 Semper           | 3107 T-3                 | 16 ottobre 1977   | C. J. van Houten, I. van Houten-Groeneveld, T. Gehrels |
| 6354 Vangelis         | 1934 GA                  | 3 aprile 1934     | E. Delporte                                            |
| 6355 Univermoscow     | 1969 TX5                 | 15 ottobre 1969   | L. I. Chernykh                                         |
| 6356 Tairov           | 1976 QR                  | 26 agosto 1976    | N. S. Chernykh                                         |
| 6357 Glushko          | 1976 SK3                 | 24 settembre 1976 | N. S. Chernykh                                         |
| 6358 Chertok          | 1977 AL1                 | 13 gennaio 1977   | N. S. Chernykh                                         |
| 6359 Dubinin          | 1977 AZ1                 | 13 gennaio 1977   | N. S. Chernykh                                         |
| 6360 -                | 1978 UA7                 | 27 ottobre 1978   | C. M. Olmstead                                         |
| 6361 Koppel           | 1978 VL11                | 7 novembre 1978   | E. F. Helin, S. J. Bus                                 |
| 6362 Tunis            | 1979 KO                  | 19 maggio 1979    | R. M. West                                             |
| 6363 Doggett          | 1981 CB1                 | 6 febbraio 1981   | E. Bowell                                              |
| 6364 Casarini         | 1981 ET                  | 2 marzo 1981      | H. Debehogne, G. DeSanctis                             |
| 6365 Nickschneider    | 1981 ES29                | 1 marzo 1981      | S. J. Bus                                              |
| 6366 Rainerwieler     | 1981 UM22                | 24 ottobre 1981   | S. J. Bus                                              |
| 6367 -                | 1982 FY2                 | 18 marzo 1982     | H. Debehogne                                           |
| 6368 Richardmenendez  | 1983 RM3                 | 1 settembre 1983  | H. Debehogne                                           |
| 6369 -                | 1983 UC                  | 16 ottobre 1983   | Z. Vávrová                                             |
| 6370 Malpais          | 1984 EY                  | 9 marzo 1984      | B. A. Skiff                                            |
| 6371 Heinlein         | 1985 GS                  | 15 aprile 1985    | E. Bowell                                              |
| 6372 Walker           | 1985 JW1                 | 13 maggio 1985    | C. S. Shoemaker, E. M. Shoemaker                       |
| 6373 Stern            | 1986 EZ                  | 5 marzo 1986      | E. Bowell                                              |
| 6374 Beslan           | 1986 PY4                 | 8 agosto 1986     | L. I. Chernykh                                         |
| 6375 Fredharris       | 1986 TB5                 | 1 ottobre 1986    | CERGA                                                  |
| 6376 Schamp           | 1987 KD1                 | 29 maggio 1987    | C. S. Shoemaker, E. M. Shoemaker                       |
| 6377 Cagney           | 1987 ML1                 | 25 giugno 1987    | A. Mrkos                                               |
| 6378 -                | 1987 SE13                | 27 settembre 1987 | H. Debehogne                                           |
| 6379 Vrba             | 1987 VA1                 | 15 novembre 1987  | A. Mrkos                                               |
| 6380 Gardel           | 1988 CG                  | 10 febbraio 1988  | M. Arai, H. Mori                                       |
| 6381 Toyama           | 1988 DO1                 | 21 febbraio 1988  | T. Fujii, K. Watanabe                                  |
| 6382 -                | 1988 EL                  | 14 marzo 1988     | J. Alu                                                 |
| 6383 Tokushima        | 1988 XU1                 | 12 dicembre 1988  | M. Iwamoto, T. Furuta                                  |
| 6384 Kervin           | 1989 AM                  | 3 gennaio 1989    | E. F. Helin                                            |
| 6385 Martindavid      | 1989 EC2                 | 5 marzo 1989      | A. Mrkos                                               |
| 6386 Keithnoll        | 1989 NK1                 | 10 luglio 1989    | H. E. Holt                                             |
| 6387 -                | 1989 WC                  | 19 novembre 1989  | S. Ueda, H. Kaneda                                     |
| 6388 -                | 1989 WL1                 | 25 novembre 1989  | S. Ueda, H. Kaneda                                     |
| 6389 Ogawa            | 1990 BX                  | 21 gennaio 1990   | K. Endate, K. Watanabe                                 |
| 6390 Hirabayashi      | 1990 BG1                 | 26 gennaio 1990   | K. Endate, K. Watanabe                                 |
| 6391 Africano         | 1990 BN2                 | 21 gennaio 1990   | E. F. Helin                                            |
| 6392 Takashimizuno    | 1990 HR                  | 29 aprile 1990    | Y. Mizuno, T. Furuta                                   |
| 6393 -                | 1990 HM1                 | 29 aprile 1990    | H. Shiozawa, M. Kizawa                                 |
| 6394 -                | 1990 QM2                 | 22 agosto 1990    | H. E. Holt                                             |
| 6395 Hilliard         | 1990 UE1                 | 21 ottobre 1990   | Y. Kushida, O. Muramatsu                               |
| 6396 Schleswig        | 1991 AO3                 | 15 gennaio 1991   | F. Börngen                                             |
| 6397 -                | 1991 BJ                  | 17 gennaio 1991   | T. Hioki, S. Hayakawa                                  |
| 6398 Timhunter        | 1991 CD1                 | 10 febbraio 1991  | C. S. Shoemaker, E. M. Shoemaker, D. H. Levy           |
| 6399 Harada           | 1991 GA                  | 3 aprile 1991     | T. Seki                                                |
| 6400 Georgealexander  | 1991 GQ1                 | 10 aprile 1991    | E. F. Helin                                            |

## 6401-6500
| Nome                 | Designazione provvisoria | Data di scoperta  | Scopritore                                             |
| -------------------- | ------------------------ | ----------------- | ------------------------------------------------------ |
| 6401 Roentgen        | 1991 GB2                 | 15 aprile 1991    | C. S. Shoemaker, E. M. Shoemaker, D. H. Levy           |
| 6402 Holstein        | 1991 GQ10                | 9 aprile 1991     | F. Börngen                                             |
| 6403 Steverin        | 1991 NU                  | 8 luglio 1991     | E. F. Helin                                            |
| 6404 Vanavara        | 1991 PS6                 | 6 agosto 1991     | E. W. Elst                                             |
| 6405 Komiyama        | 1992 HJ                  | 30 aprile 1992    | Y. Kushida, O. Muramatsu                               |
| 6406 Mikejura        | 1992 MJ                  | 28 giugno 1992    | H. E. Holt                                             |
| 6407 -               | 1992 PF2                 | 2 agosto 1992     | H. E. Holt                                             |
| 6408 Saijo           | 1992 UT5                 | 28 ottobre 1992   | K. Endate, K. Watanabe                                 |
| 6409 -               | 1992 VC                  | 2 novembre 1992   | N. Kawasato                                            |
| 6410 Fujiwara        | 1992 WO4                 | 29 novembre 1992  | S. Otomo                                               |
| 6411 Tamaga          | 1993 TA                  | 8 ottobre 1993    | R. H. McNaught                                         |
| 6412 Kaifu           | 1993 TL2                 | 15 ottobre 1993   | K. Endate, K. Watanabe                                 |
| 6413 Iye             | 1993 TJ3                 | 15 ottobre 1993   | K. Endate, K. Watanabe                                 |
| 6414 Mizunuma        | 1993 UX                  | 24 ottobre 1993   | T. Kobayashi                                           |
| 6415 -               | 1993 VR3                 | 11 novembre 1993  | S. Ueda, H. Kaneda                                     |
| 6416 Nyukasayama     | 1993 VY3                 | 14 novembre 1993  | M. Hirasawa, S. Suzuki                                 |
| 6417 Liberati        | 1993 XA                  | 4 dicembre 1993   | A. Vagnozzi                                            |
| 6418 Hanamigahara    | 1993 XJ                  | 8 dicembre 1993   | T. Kobayashi                                           |
| 6419 Susono          | 1993 XX                  | 7 dicembre 1993   | M. Akiyama, T. Furuta                                  |
| 6420 Riheijyaya      | 1993 XG1                 | 14 dicembre 1993  | T. Kobayashi                                           |
| 6421 -               | 1993 XS1                 | 6 dicembre 1993   | S. Ueda, H. Kaneda                                     |
| 6422 Akagi           | 1994 CD1                 | 7 febbraio 1994   | T. Kobayashi                                           |
| 6423 Harunasan       | 1994 CP2                 | 13 febbraio 1994  | T. Kobayashi                                           |
| 6424 Ando            | 1994 EN3                 | 14 marzo 1994     | K. Endate, K. Watanabe                                 |
| 6425 -               | 1994 WZ3                 | 28 novembre 1994  | S. Ueda, H. Kaneda                                     |
| 6426 Vanýsek         | 1995 ED                  | 2 marzo 1995      | M. Tichý                                               |
| (6427) 1995 FY       | 1995 FY                  | 28 marzo 1995     | S. Ueda, H. Kaneda                                     |
| 6428 Barlach         | 3513 P-L                 | 17 ottobre 1960   | C. J. van Houten, I. van Houten-Groeneveld, T. Gehrels |
| 6429 Brâncuși        | 4050 T-1                 | 26 marzo 1971     | C. J. van Houten, I. van Houten-Groeneveld, T. Gehrels |
| 6430 -               | 1964 UP                  | 30 ottobre 1964   | Purple Mountain Observatory                            |
| 6431 -               | 1967 UT                  | 30 ottobre 1967   | L. Kohoutek                                            |
| 6432 Temirkanov      | 1975 TR2                 | 3 ottobre 1975    | L. I. Chernykh                                         |
| 6433 Enya            | 1978 WC                  | 18 novembre 1978  | A. Mrkos                                               |
| 6434 Jewitt          | 1981 OH                  | 26 luglio 1981    | E. Bowell                                              |
| 6435 Daveross        | 1984 DA                  | 24 febbraio 1984  | E. F. Helin, R. S. Dunbar                              |
| 6436 Coco            | 1985 JX1                 | 13 maggio 1985    | C. S. Shoemaker, E. M. Shoemaker                       |
| 6437 Stroganov       | 1987 QS7                 | 28 agosto 1987    | E. W. Elst                                             |
| 6438 Suárez          | 1988 BS3                 | 18 gennaio 1988   | H. Debehogne                                           |
| 6439 Tirol           | 1988 CV                  | 13 febbraio 1988  | F. Börngen                                             |
| 6440 Ransome         | 1988 RA2                 | 8 settembre 1988  | A. Mrkos                                               |
| 6441 Milenajesenská  | 1988 RR2                 | 9 settembre 1988  | A. Mrkos                                               |
| 6442 Salzburg        | 1988 RU3                 | 8 settembre 1988  | F. Börngen                                             |
| 6443 Harpalion       | 1988 RH12                | 14 settembre 1988 | S. J. Bus                                              |
| 6444 Ryuzin          | 1989 WW                  | 20 novembre 1989  | K. Suzuki, T. Urata                                    |
| 6445 Bellmore        | 1990 FS1                 | 23 marzo 1990     | E. F. Helin                                            |
| 6446 Lomberg         | 1990 QL                  | 18 agosto 1990    | E. F. Helin                                            |
| 6447 Terrycole       | 1990 TO1                 | 14 ottobre 1990   | E. F. Helin                                            |
| 6448 -               | 1991 CW                  | 8 febbraio 1991   | K. Suzuki, T. Urata                                    |
| 6449 Kudara          | 1991 CL1                 | 7 febbraio 1991   | T. Seki                                                |
| 6450 Masahikohayashi | 1991 GV1                 | 9 aprile 1991     | E. F. Helin                                            |
| 6451 Kärnten         | 1991 GP10                | 9 aprile 1991     | F. Börngen                                             |
| 6452 Johneuller      | 1991 HA                  | 17 aprile 1991    | T. J. Balonek                                          |
| 6453 -               | 1991 NY                  | 13 luglio 1991    | H. E. Holt                                             |
| 6454 -               | 1991 UG1                 | 29 ottobre 1991   | R. H. McNaught                                         |
| 6455 -               | 1992 HE                  | 25 aprile 1992    | R. H. McNaught                                         |
| 6456 Golombek        | 1992 OM                  | 27 luglio 1992    | E. F. Helin, K. J. Lawrence                            |
| 6457 Kremsmünster    | 1992 RT                  | 2 settembre 1992  | L. D. Schmadel, F. Börngen                             |
| 6458 Nouda           | 1992 TD1                 | 2 ottobre 1992    | T. Seki                                                |
| 6459 Hidesan         | 1992 UY5                 | 28 ottobre 1992   | K. Endate, K. Watanabe                                 |
| 6460 Bassano         | 1992 UK6                 | 26 ottobre 1992   | U. Quadri, L. Strabla                                  |
| 6461 Adam            | 1993 VB5                 | 4 novembre 1993   | R. H. McNaught                                         |
| 6462 Myougi          | 1994 AF2                 | 9 gennaio 1994    | T. Kobayashi                                           |
| 6463 Isoda           | 1994 AG3                 | 13 gennaio 1994   | K. Endate, K. Watanabe                                 |
| 6464 Kaburaki        | 1994 CK                  | 1 febbraio 1994   | Y. Kushida, O. Muramatsu                               |
| 6465 Zvezdotchet     | 1995 EP                  | 3 marzo 1995      | T. V. Kryachko                                         |
| 6466 Drewesquivel    | 1979 MU8                 | 25 giugno 1979    | E. F. Helin, S. J. Bus                                 |
| 6467 Prilepina       | 1979 TS2                 | 14 ottobre 1979   | N. S. Chernykh                                         |
| 6468 Welzenbach      | 1981 ED19                | 2 marzo 1981      | S. J. Bus                                              |
| 6469 Armstrong       | 1982 PC                  | 14 agosto 1982    | A. Mrkos                                               |
| 6470 Aldrin          | 1982 RO1                 | 14 settembre 1982 | A. Mrkos                                               |
| 6471 Collins         | 1983 EB1                 | 4 marzo 1983      | A. Mrkos                                               |
| 6472 Rosema          | 1985 TL                  | 15 ottobre 1985   | E. Bowell                                              |
| 6473 Winkler         | 1986 GM                  | 9 aprile 1986     | E. Bowell                                              |
| 6474 Choate          | 1987 SG1                 | 21 settembre 1987 | E. Bowell                                              |
| 6475 Refugium        | 1987 SZ6                 | 29 settembre 1987 | P. Wild                                                |
| 6476 -               | 1987 VT                  | 15 novembre 1987  | Z. Vávrová                                             |
| 6477 -               | 1988 AE5                 | 14 gennaio 1988   | H. Debehogne                                           |
| 6478 Gault           | 1988 JC1                 | 12 maggio 1988    | C. S. Shoemaker, E. M. Shoemaker                       |
| 6479 Leoconnolly     | 1988 LC                  | 15 giugno 1988    | E. F. Helin                                            |
| 6480 Scarlatti       | 1988 PM1                 | 12 agosto 1988    | E. W. Elst                                             |
| 6481 Tenzing         | 1988 RH2                 | 9 settembre 1988  | A. Mrkos                                               |
| 6482 Steiermark      | 1989 AF7                 | 10 gennaio 1989   | F. Börngen                                             |
| 6483 Nikolajvasil'ev | 1990 EO4                 | 2 marzo 1990      | E. W. Elst                                             |
| 6484 Barthibbs       | 1990 FT1                 | 23 marzo 1990     | E. F. Helin                                            |
| 6485 Wendeesther     | 1990 UR1                 | 25 ottobre 1990   | C. S. Shoemaker, E. M. Shoemaker, D. H. Levy           |
| 6486 Anitahill       | 1991 FO                  | 17 marzo 1991     | E. F. Helin                                            |
| 6487 Tonyspear       | 1991 GA1                 | 8 aprile 1991     | E. F. Helin                                            |
| 6488 Drebach         | 1991 GU9                 | 10 aprile 1991    | F. Börngen                                             |
| 6489 Golevka         | 1991 JX                  | 10 maggio 1991    | E. F. Helin                                            |
| 6490 -               | 1991 NR2                 | 12 luglio 1991    | H. E. Holt                                             |
| 6491 -               | 1991 OA                  | 16 luglio 1991    | H. E. Holt                                             |
| 6492 -               | 1991 OH1                 | 18 luglio 1991    | H. Debehogne                                           |
| 6493 Cathybennett    | 1992 CA                  | 2 febbraio 1992   | E. F. Helin                                            |
| 6494 -               | 1992 NM                  | 8 luglio 1992     | S. Otomo                                               |
| 6495 -               | 1992 UB1                 | 19 ottobre 1992   | S. Ueda, H. Kaneda                                     |
| 6496 Kazuko          | 1992 UG2                 | 19 ottobre 1992   | K. Endate, K. Watanabe                                 |
| 6497 Yamasaki        | 1992 UR3                 | 27 ottobre 1992   | T. Seki                                                |
| 6498 Ko              | 1992 UJ4                 | 26 ottobre 1992   | K. Endate, K. Watanabe                                 |
| 6499 Michiko         | 1992 UV6                 | 27 ottobre 1992   | M. Hirasawa, S. Suzuki                                 |
| 6500 Kodaira         | 1993 ET                  | 15 marzo 1993     | K. Endate, K. Watanabe                                 |

## 6501-6600
| Nome                  | Designazione provvisoria | Data di scoperta  | Scopritore                                             |
| --------------------- | ------------------------ | ----------------- | ------------------------------------------------------ |
| 6501 Isonzo           | 1993 XD                  | 5 dicembre 1993   | Farra d'Isonzo                                         |
| 6502 -                | 1993 XR1                 | 6 dicembre 1993   | S. Ueda, H. Kaneda                                     |
| 6503 -                | 1994 CP                  | 4 febbraio 1994   | S. Ueda, H. Kaneda                                     |
| 6504 Lehmbruck        | 4630 P-L                 | 24 settembre 1960 | C. J. van Houten, I. van Houten-Groeneveld, T. Gehrels |
| 6505 Muzzio           | 1976 AH                  | 3 gennaio 1976    | Felix Aguilar Observatory                              |
| 6506 Klausheide       | 1978 EN10                | 15 marzo 1978     | S. J. Bus                                              |
| 6507 -                | 1982 QD                  | 18 agosto 1982    | Z. Vávrová                                             |
| 6508 Rolčík           | 1982 QM                  | 22 agosto 1982    | A. Mrkos                                               |
| 6509 Giovannipratesi  | 1983 CQ3                 | 12 febbraio 1983  | H. Debehogne, G. DeSanctis                             |
| 6510 Tarry            | 1987 DF                  | 23 febbraio 1987  | C. S. Shoemaker, E. M. Shoemaker                       |
| 6511 Furmanov         | 1987 QR11                | 27 agosto 1987    | L. I. Chernykh                                         |
| 6512 de Bergh         | 1987 SR1                 | 21 settembre 1987 | E. Bowell                                              |
| 6513 -                | 1987 UW1                 | 28 ottobre 1987   | S. Ueda, H. Kaneda                                     |
| 6514 Torahiko         | 1987 WY                  | 25 novembre 1987  | T. Seki                                                |
| 6515 Giannigalli      | 1988 MG                  | 16 giugno 1988    | E. F. Helin                                            |
| 6516 Gruss            | 1988 TC2                 | 3 ottobre 1988    | A. Mrkos                                               |
| 6517 Buzzi            | 1990 BW                  | 21 gennaio 1990   | E. F. Helin                                            |
| 6518 Vernon           | 1990 FR                  | 23 marzo 1990     | E. F. Helin                                            |
| 6519 Giono            | 1991 CX2                 | 12 febbraio 1991  | E. W. Elst                                             |
| 6520 Sugawa           | 1991 HH                  | 16 aprile 1991    | S. Otomo, O. Muramatsu                                 |
| 6521 Pina             | 1991 LC1                 | 15 giugno 1991    | E. F. Helin                                            |
| 6522 Aci              | 1991 NQ                  | 9 luglio 1991     | E. F. Helin                                            |
| 6523 Clube            | 1991 TC                  | 1 ottobre 1991    | R. H. McNaught                                         |
| 6524 Baalke           | 1992 AO                  | 9 gennaio 1992    | E. F. Helin                                            |
| 6525 Ocastron         | 1992 SQ2                 | 20 settembre 1992 | J. B. Child, G. Fisch                                  |
| 6526 Matogawa         | 1992 TY                  | 1 ottobre 1992    | K. Endate, K. Watanabe                                 |
| 6527 Takashiito       | 1992 UF6                 | 31 ottobre 1992   | A. Natori, T. Urata                                    |
| 6528 Boden            | 1993 FL24                | 21 marzo 1993     | UESAC                                                  |
| 6529 Rhoads           | 1993 XR2                 | 14 dicembre 1993  | Palomar                                                |
| 6530 Adry             | 1994 GW                  | 12 aprile 1994    | V. S. Casulli                                          |
| 6531 Subashiri        | 1994 YY                  | 28 dicembre 1994  | T. Kobayashi                                           |
| 6532 Scarfe           | 1995 AC                  | 4 gennaio 1995    | D. D. Balam                                            |
| 6533 Giuseppina       | 1995 DM1                 | 24 febbraio 1995  | C. W. Hergenrother                                     |
| 6534 Carriepeterson   | 1995 DT1                 | 24 febbraio 1995  | T. B. Spahr                                            |
| 6535 Archipenko       | 3535 P-L                 | 17 ottobre 1960   | C. J. van Houten, I. van Houten-Groeneveld, T. Gehrels |
| 6536 Vysochinska      | 1977 NK                  | 14 luglio 1977    | N. S. Chernykh                                         |
| 6537 Adamovich        | 1979 QK6                 | 19 agosto 1979    | N. S. Chernykh                                         |
| 6538 Muraviov         | 1981 SA5                 | 25 settembre 1981 | L. I. Chernykh                                         |
| 6539 Nohavica         | 1982 QG                  | 19 agosto 1982    | Z. Vávrová                                             |
| 6540 Stepling         | 1982 SL1                 | 16 settembre 1982 | A. Mrkos                                               |
| 6541 Yuan             | 1984 DY                  | 26 febbraio 1984  | H. Debehogne                                           |
| 6542 Jacquescousteau  | 1985 CH1                 | 15 febbraio 1985  | A. Mrkos                                               |
| 6543 Senna            | 1985 TP3                 | 11 ottobre 1985   | C. S. Shoemaker, E. M. Shoemaker                       |
| 6544 Stevendick       | 1986 SD                  | 29 settembre 1986 | Z. Vávrová                                             |
| 6545 Leitus           | 1986 TR6                 | 5 ottobre 1986    | M. Antal                                               |
| 6546 Kaye             | 1987 DY4                 | 24 febbraio 1987  | A. Mrkos                                               |
| 6547 Vasilkarazin     | 1987 RO3                 | 2 settembre 1987  | L. I. Chernykh                                         |
| 6548 -                | 1988 BO4                 | 22 gennaio 1988   | H. Debehogne                                           |
| 6549 Skryabin         | 1988 PX1                 | 13 agosto 1988    | E. W. Elst                                             |
| 6550 Parléř           | 1988 VO5                 | 4 novembre 1988   | A. Mrkos                                               |
| 6551 -                | 1988 XP                  | 5 dicembre 1988   | T. Kojima                                              |
| 6552 Higginson        | 1989 GH                  | 5 aprile 1989     | E. F. Helin                                            |
| 6553 Seehaus          | 1989 GP6                 | 5 aprile 1989     | M. Geffert                                             |
| 6554 Takatsuguyoshida | 1989 UO1                 | 28 ottobre 1989   | Y. Mizuno, T. Furuta                                   |
| 6555 -                | 1989 UU1                 | 29 ottobre 1989   | T. Kojima                                              |
| 6556 Arcimboldo       | 1989 YS6                 | 29 dicembre 1989  | A. Mrkos                                               |
| 6557 Yokonomura       | 1990 VR3                 | 11 novembre 1990  | T. Nomura, K. Kawanishi                                |
| 6558 Norizuki         | 1991 GZ                  | 14 aprile 1991    | K. Endate, K. Watanabe                                 |
| 6559 Nomura           | 1991 JP                  | 3 maggio 1991     | M. Sugano, K. Kawanishi                                |
| 6560 Pravdo           | 1991 NP                  | 9 luglio 1991     | E. F. Helin                                            |
| 6561 Gruppetta        | 1991 TC4                 | 10 ottobre 1991   | K. J. Lawrence                                         |
| 6562 Takoyaki         | 1991 VR3                 | 9 novembre 1991   | M. Yanai, K. Watanabe                                  |
| 6563 Steinheim        | 1991 XZ5                 | 11 dicembre 1991  | F. Börngen                                             |
| 6564 Asher            | 1992 BB                  | 25 gennaio 1992   | R. H. McNaught                                         |
| 6565 Reiji            | 1992 FT                  | 23 marzo 1992     | K. Endate, K. Watanabe                                 |
| 6566 Shafter          | 1992 UB2                 | 25 ottobre 1992   | T. Urata                                               |
| 6567 Shigemasa        | 1992 WS                  | 16 novembre 1992  | K. Endate, K. Watanabe                                 |
| 6568 Serendip         | 1993 DT                  | 21 febbraio 1993  | S. Ueda, H. Kaneda                                     |
| 6569 Ondaatje         | 1993 MO                  | 22 giugno 1993    | J. Mueller                                             |
| 6570 Tomohiro         | 1994 JO                  | 6 maggio 1994     | K. Endate, K. Watanabe                                 |
| 6571 Sigmund          | 3027 P-L                 | 24 settembre 1960 | C. J. van Houten, I. van Houten-Groeneveld, T. Gehrels |
| 6572 Carson           | 1938 SX                  | 22 settembre 1938 | Y. Väisälä                                             |
| 6573 Magnitskij       | 1974 SK1                 | 19 settembre 1974 | L. I. Chernykh                                         |
| 6574 Gvishiani        | 1976 QE1                 | 26 agosto 1976    | N. S. Chernykh                                         |
| 6575 Slavov           | 1978 PJ2                 | 8 agosto 1978     | N. S. Chernykh                                         |
| 6576 Kievtech         | 1978 RK1                 | 5 settembre 1978  | N. S. Chernykh                                         |
| 6577 Torbenwolff      | 1978 VB6                 | 7 novembre 1978   | E. F. Helin, S. J. Bus                                 |
| 6578 Zapesotskij      | 1980 TQ14                | 13 ottobre 1980   | T. M. Smirnova                                         |
| 6579 Benedix          | 1981 ES4                 | 2 marzo 1981      | S. J. Bus                                              |
| 6580 Philbland        | 1981 EW21                | 2 marzo 1981      | S. J. Bus                                              |
| 6581 Sobers           | 1981 SO                  | 22 settembre 1981 | A. Mrkos                                               |
| 6582 Flagsymphony     | 1981 VS                  | 5 novembre 1981   | E. Bowell                                              |
| 6583 Destinn          | 1984 DE                  | 21 febbraio 1984  | A. Mrkos                                               |
| 6584 Luděkpešek       | 1984 FK                  | 31 marzo 1984     | E. Bowell                                              |
| 6585 O'Keefe          | 1984 SR                  | 26 settembre 1984 | C. S. Shoemaker, E. M. Shoemaker                       |
| 6586 Seydler          | 1984 UK1                 | 28 ottobre 1984   | A. Mrkos                                               |
| 6587 Brassens         | 1984 WA4                 | 27 novembre 1984  | CERGA                                                  |
| 6588 -                | 1985 RC4                 | 10 settembre 1985 | H. Debehogne                                           |
| 6589 Jankovich        | 1985 SL3                 | 19 settembre 1985 | N. S. Chernykh, L. I. Chernykh                         |
| 6590 Barolo           | 1985 TA2                 | 15 ottobre 1985   | E. Bowell                                              |
| 6591 Sabinin          | 1986 RT5                 | 7 settembre 1986  | L. I. Chernykh                                         |
| 6592 Goya             | 1986 TB12                | 3 ottobre 1986    | L. G. Karachkina                                       |
| 6593 -                | 1986 UV                  | 28 ottobre 1986   | Z. Vávrová                                             |
| 6594 Tasman           | 1987 MM1                 | 25 giugno 1987    | A. Mrkos                                               |
| 6595 Munizbarreto     | 1987 QZ1                 | 21 agosto 1987    | E. W. Elst                                             |
| 6596 Bittner          | 1987 VC1                 | 15 novembre 1987  | A. Mrkos                                               |
| 6597 Kreil            | 1988 AF1                 | 9 gennaio 1988    | A. Mrkos                                               |
| 6598 Modugno          | 1988 CL                  | 13 febbraio 1988  | Osservatorio San Vittore                               |
| 6599 Tsuko            | 1988 PV                  | 8 agosto 1988     | K. Endate, K. Watanabe                                 |
| 6600 Qwerty           | 1988 QW                  | 17 agosto 1988    | A. Mrkos                                               |

## 6601-6700
| Nome                 | Designazione provvisoria | Data di scoperta  | Scopritore                                             |
| -------------------- | ------------------------ | ----------------- | ------------------------------------------------------ |
| 6601 Schmeer         | 1988 XK1                 | 7 dicembre 1988   | S. Ueda, H. Kaneda                                     |
| 6602 Gilclark        | 1989 EC                  | 4 marzo 1989      | E. F. Helin                                            |
| 6603 Marycragg       | 1990 KG                  | 19 maggio 1990    | E. F. Helin                                            |
| 6604 Ilias           | 1990 QE8                 | 16 agosto 1990    | E. W. Elst                                             |
| 6605 Carmontelle     | 1990 SM9                 | 22 settembre 1990 | E. W. Elst                                             |
| 6606 Makino          | 1990 UF                  | 16 ottobre 1990   | T. Seki                                                |
| 6607 Matsushima      | 1991 UL2                 | 29 ottobre 1991   | K. Endate, K. Watanabe                                 |
| 6608 Davidecrespi    | 1991 VC4                 | 2 novembre 1991   | E. F. Helin                                            |
| 6609 -               | 1992 BN                  | 28 gennaio 1992   | S. Ueda, H. Kaneda                                     |
| 6610 Burwitz         | 1993 BL3                 | 28 gennaio 1993   | A. Natori, T. Urata                                    |
| 6611 -               | 1993 VW                  | 9 novembre 1993   | E. F. Helin, J. Alu                                    |
| 6612 Hachioji        | 1994 EM1                 | 10 marzo 1994     | Y. Kushida, O. Muramatsu                               |
| 6613 Williamcarl     | 1994 LK                  | 2 giugno 1994     | C. W. Hergenrother                                     |
| 6614 Antisthenes     | 6530 P-L                 | 24 settembre 1960 | C. J. van Houten, I. van Houten-Groeneveld, T. Gehrels |
| 6615 Plutarchos      | 9512 P-L                 | 17 ottobre 1960   | C. J. van Houten, I. van Houten-Groeneveld, T. Gehrels |
| 6616 Plotinos        | 1175 T-1                 | 25 marzo 1971     | C. J. van Houten, I. van Houten-Groeneveld, T. Gehrels |
| 6617 Boethius        | 2218 T-1                 | 25 marzo 1971     | C. J. van Houten, I. van Houten-Groeneveld, T. Gehrels |
| 6618 Jimsimons       | 1936 SO                  | 16 settembre 1936 | C. W. Tombaugh                                         |
| 6619 Kolya           | 1973 SS4                 | 27 settembre 1973 | L. I. Chernykh                                         |
| 6620 Peregrina       | 1973 UC                  | 25 ottobre 1973   | P. Wild                                                |
| 6621 Timchuk         | 1975 VN5                 | 2 novembre 1975   | T. M. Smirnova                                         |
| 6622 Matvienko       | 1978 RG1                 | 5 settembre 1978  | N. S. Chernykh                                         |
| 6623 Trioconbrio     | 1979 MY2                 | 25 giugno 1979    | E. F. Helin, S. J. Bus                                 |
| 6624 -               | 1980 SG                  | 16 settembre 1980 | Z. Vávrová                                             |
| 6625 Nyquist         | 1981 EX41                | 2 marzo 1981      | S. J. Bus                                              |
| 6626 Mattgenge       | 1981 EZ46                | 2 marzo 1981      | S. J. Bus                                              |
| 6627 -               | 1981 FT                  | 27 marzo 1981     | Z. Vávrová                                             |
| 6628 Dondelia        | 1981 WA1                 | 24 novembre 1981  | E. Bowell                                              |
| 6629 Kurtz           | 1982 UP                  | 17 ottobre 1982   | E. Bowell                                              |
| 6630 Skepticus       | 1982 VA1                 | 15 novembre 1982  | E. Bowell                                              |
| 6631 Pyatnitskij     | 1983 RQ4                 | 4 settembre 1983  | L. V. Zhuravleva                                       |
| 6632 Scoon           | 1984 UX1                 | 29 ottobre 1984   | E. Bowell                                              |
| 6633 -               | 1986 TR4                 | 11 ottobre 1986   | P. Jensen                                              |
| 6634 -               | 1987 KB                  | 23 maggio 1987    | Campinas                                               |
| 6635 Zuber           | 1987 SH3                 | 26 settembre 1987 | C. S. Shoemaker, E. M. Shoemaker                       |
| 6636 Kintanar        | 1988 RK8                 | 11 settembre 1988 | V. G. Shkodrov                                         |
| 6637 Inoue           | 1988 XZ                  | 3 dicembre 1988   | K. Endate, K. Watanabe                                 |
| 6638 -               | 1989 CA                  | 2 febbraio 1989   | M. Arai, H. Mori                                       |
| 6639 Marchis         | 1989 SO8                 | 25 settembre 1989 | H. Debehogne                                           |
| 6640 Falorni         | 1990 DL                  | 24 febbraio 1990  | Osservatorio San Vittore                               |
| 6641 Bobross         | 1990 OK2                 | 29 luglio 1990    | H. E. Holt                                             |
| 6642 Henze           | 1990 UE3                 | 26 ottobre 1990   | T. Urata                                               |
| 6643 Morikubo        | 1990 VZ                  | 7 novembre 1990   | Y. Kushida, O. Muramatsu                               |
| 6644 Jugaku          | 1991 AA                  | 5 gennaio 1991    | A. Takahashi, K. Watanabe                              |
| 6645 Arcetri         | 1991 AR1                 | 11 gennaio 1991   | E. F. Helin                                            |
| 6646 Churanta        | 1991 CA3                 | 14 febbraio 1991  | E. F. Helin                                            |
| 6647 Josse           | 1991 GG5                 | 8 aprile 1991     | E. W. Elst                                             |
| 6648 -               | 1991 PM11                | 9 agosto 1991     | H. E. Holt                                             |
| 6649 Yokotatakao     | 1991 RN                  | 5 settembre 1991  | A. Natori, T. Urata                                    |
| 6650 Morimoto        | 1991 RS1                 | 7 settembre 1991  | K. Endate, K. Watanabe                                 |
| 6651 Rogervenable    | 1991 RV9                 | 10 settembre 1991 | H. E. Holt                                             |
| 6652 -               | 1991 SJ1                 | 16 settembre 1991 | H. E. Holt                                             |
| 6653 Feininger       | 1991 XR1                 | 10 dicembre 1991  | F. Börngen                                             |
| 6654 Luleå           | 1992 DT6                 | 29 febbraio 1992  | UESAC                                                  |
| 6655 Nagahama        | 1992 EL1                 | 8 marzo 1992      | A. Sugie                                               |
| 6656 Yokota          | 1992 FF                  | 23 marzo 1992     | K. Endate, K. Watanabe                                 |
| 6657 Otukyo          | 1992 WY                  | 17 novembre 1992  | A. Sugie                                               |
| 6658 Akiraabe        | 1992 WT2                 | 18 novembre 1992  | K. Endate, K. Watanabe                                 |
| 6659 Pietsch         | 1992 YN                  | 24 dicembre 1992  | T. Urata                                               |
| 6660 Matsumoto       | 1993 BC                  | 16 gennaio 1993   | T. Seki                                                |
| 6661 Ikemura         | 1993 BO                  | 17 gennaio 1993   | Y. Mizuno, T. Furuta                                   |
| 6662 -               | 1993 BP13                | 22 gennaio 1993   | S. Ueda, H. Kaneda                                     |
| 6663 Tatebayashi     | 1993 CC                  | 12 febbraio 1993  | T. Kobayashi                                           |
| 6664 Tennyo          | 1993 CK                  | 14 febbraio 1993  | T. Kobayashi                                           |
| 6665 Kagawa          | 1993 CN                  | 14 febbraio 1993  | T. Urata                                               |
| 6666 Frö             | 1993 FG20                | 19 marzo 1993     | UESAC                                                  |
| 6667 Sannaimura      | 1994 EK2                 | 14 marzo 1994     | Y. Kushida, O. Muramatsu                               |
| 6668 -               | 1994 GY8                 | 11 aprile 1994    | S. Ueda, H. Kaneda                                     |
| 6669 Obi             | 1994 JA1                 | 5 maggio 1994     | K. Endate, K. Watanabe                                 |
| 6670 Wallach         | 1994 LL1                 | 4 giugno 1994     | C. S. Shoemaker, D. H. Levy                            |
| 6671 Concari         | 1994 NC1                 | 5 luglio 1994     | E. F. Helin                                            |
| 6672 Corot           | 1213 T-1                 | 24 marzo 1971     | C. J. van Houten, I. van Houten-Groeneveld, T. Gehrels |
| 6673 Degas           | 2246 T-1                 | 25 marzo 1971     | C. J. van Houten, I. van Houten-Groeneveld, T. Gehrels |
| 6674 Cézanne         | 4272 T-1                 | 26 marzo 1971     | C. J. van Houten, I. van Houten-Groeneveld, T. Gehrels |
| 6675 Sisley          | 1493 T-2                 | 29 settembre 1973 | C. J. van Houten, I. van Houten-Groeneveld, T. Gehrels |
| 6676 Monet           | 2083 T-2                 | 29 settembre 1973 | C. J. van Houten, I. van Houten-Groeneveld, T. Gehrels |
| 6677 Renoir          | 3045 T-3                 | 16 ottobre 1977   | C. J. van Houten, I. van Houten-Groeneveld, T. Gehrels |
| 6678 Seurat          | 3422 T-3                 | 16 ottobre 1977   | C. J. van Houten, I. van Houten-Groeneveld, T. Gehrels |
| 6679 Gurzhij         | 1969 UP1                 | 16 ottobre 1969   | L. I. Chernykh                                         |
| 6680 -               | 1970 WD                  | 24 novembre 1970  | L. Kohoutek                                            |
| 6681 Prokopovich     | 1972 RU3                 | 6 settembre 1972  | L. V. Zhuravleva                                       |
| 6682 Makarij         | 1973 ST3                 | 25 settembre 1973 | L. V. Zhuravleva                                       |
| 6683 Karachentsov    | 1976 GQ2                 | 1 aprile 1976     | N. S. Chernykh                                         |
| 6684 Volodshevchenko | 1977 QU                  | 19 agosto 1977    | N. S. Chernykh                                         |
| 6685 Boitsov         | 1978 QG2                 | 31 agosto 1978    | N. S. Chernykh                                         |
| 6686 Hernius         | 1979 QC2                 | 22 agosto 1979    | C.-I. Lagerkvist                                       |
| 6687 Lahulla         | 1980 FN1                 | 16 marzo 1980     | C.-I. Lagerkvist                                       |
| 6688 Donmccarthy     | 1981 ER17                | 2 marzo 1981      | S. J. Bus                                              |
| 6689 Floss           | 1981 EQ24                | 2 marzo 1981      | S. J. Bus                                              |
| 6690 Messick         | 1981 SY1                 | 25 settembre 1981 | B. A. Skiff                                            |
| 6691 Trussoni        | 1984 DX                  | 26 febbraio 1984  | H. Debehogne                                           |
| 6692 Antonínholý     | 1985 HL                  | 18 aprile 1985    | Z. Vávrová                                             |
| 6693 -               | 1986 CC2                 | 12 febbraio 1986  | H. Debehogne                                           |
| 6694 -               | 1986 PF                  | 4 agosto 1986     | INAS                                                   |
| 6695 Barrettduff     | 1986 PD1                 | 1 agosto 1986     | E. F. Helin                                            |
| 6696 Eubanks         | 1986 RC1                 | 1 settembre 1986  | Oak Ridge Observatory                                  |
| 6697 Celentano       | 1987 HM1                 | 24 aprile 1987    | Z. Vávrová                                             |
| 6698 Malhotra        | 1987 SL1                 | 21 settembre 1987 | E. Bowell                                              |
| 6699 Igaueno         | 1987 YK                  | 19 dicembre 1987  | T. Seki                                                |
| 6700 Kubišová        | 1988 AO1                 | 12 gennaio 1988   | Z. Vávrová                                             |

## 6701-6800
| Nome                 | Designazione provvisoria | Data di scoperta  | Scopritore                                             |
| -------------------- | ------------------------ | ----------------- | ------------------------------------------------------ |
| 6701 Warhol          | 1988 AW1                 | 14 gennaio 1988   | A. Mrkos                                               |
| 6702 -               | 1988 BP3                 | 18 gennaio 1988   | H. Debehogne                                           |
| 6703 -               | 1988 CH                  | 10 febbraio 1988  | M. Arai, H. Mori                                       |
| 6704 -               | 1988 CJ                  | 10 febbraio 1988  | M. Arai, H. Mori                                       |
| 6705 Rinaketty       | 1988 RK5                 | 2 settembre 1988  | H. Debehogne                                           |
| 6706 -               | 1988 VD3                 | 11 novembre 1988  | T. Kojima                                              |
| 6707 Shigeru         | 1988 VZ3                 | 13 novembre 1988  | M. Yanai, K. Watanabe                                  |
| 6708 Bobbievaile     | 1989 AA5                 | 4 gennaio 1989    | R. H. McNaught                                         |
| 6709 Hiromiyuki      | 1989 CD                  | 2 febbraio 1989   | M. Arai, H. Mori                                       |
| 6710 Apostel         | 1989 GF4                 | 3 aprile 1989     | E. W. Elst                                             |
| 6711 Holliman        | 1989 HG                  | 30 aprile 1989    | E. F. Helin                                            |
| 6712 Hornstein       | 1990 DS1                 | 23 febbraio 1990  | A. Mrkos                                               |
| 6713 Coggie          | 1990 KM                  | 21 maggio 1990    | E. F. Helin                                            |
| 6714 Montréal        | 1990 OE2                 | 29 luglio 1990    | H. E. Holt                                             |
| 6715 Sheldonmarks    | 1990 QS1                 | 22 agosto 1990    | H. E. Holt, D. H. Levy                                 |
| (6716) 1990 RO1      | 1990 RO1                 | 14 settembre 1990 | H. E. Holt                                             |
| 6717 Antal           | 1990 TU10                | 10 ottobre 1990   | F. Börngen, L. D. Schmadel                             |
| 6718 Beiglböck       | 1990 TT12                | 14 ottobre 1990   | L. D. Schmadel, F. Börngen                             |
| 6719 Gallaj          | 1990 UL11                | 16 ottobre 1990   | L. V. Zhuravleva, Galina Ričardovna Kastel'            |
| 6720 Gifu            | 1990 VP2                 | 11 novembre 1990  | T. Seki                                                |
| 6721 Minamiawaji     | 1990 VY6                 | 10 novembre 1990  | T. Urata                                               |
| 6722 Bunichi         | 1991 BG2                 | 23 gennaio 1991   | K. Endate, K. Watanabe                                 |
| 6723 Chrisclark      | 1991 CL3                 | 14 febbraio 1991  | E. F. Helin                                            |
| 6724 -               | 1991 CX5                 | 4 febbraio 1991   | S. Ueda, H. Kaneda                                     |
| 6725 Engyoji         | 1991 DS                  | 21 febbraio 1991  | S. Inoda, T. Urata                                     |
| 6726 Suthers         | 1991 PS                  | 5 agosto 1991     | H. E. Holt                                             |
| 6727 -               | 1991 TF4                 | 10 ottobre 1991   | K. J. Lawrence                                         |
| 6728 -               | 1991 UM                  | 18 ottobre 1991   | S. Ueda, H. Kaneda                                     |
| 6729 Emiko           | 1991 VV2                 | 4 novembre 1991   | S. Otomo                                               |
| 6730 Ikeda           | 1992 BH                  | 24 gennaio 1992   | T. Urata                                               |
| 6731 Hiei            | 1992 BK                  | 24 gennaio 1992   | Y. Kushida, O. Muramatsu                               |
| 6732 -               | 1992 CG1                 | 8 febbraio 1992   | S. Ueda, H. Kaneda                                     |
| 6733 -               | 1992 EF                  | 2 marzo 1992      | S. Ueda, H. Kaneda                                     |
| 6734 Benzenberg      | 1992 FB                  | 23 marzo 1992     | S. Ueda, H. Kaneda                                     |
| 6735 Madhatter       | 1992 WM3                 | 23 novembre 1992  | T. Urata                                               |
| 6736 Marchare        | 1993 EF                  | 1 marzo 1993      | T. Urata                                               |
| 6737 Okabayashi      | 1993 ER                  | 15 marzo 1993     | K. Endate, K. Watanabe                                 |
| 6738 Tanabe          | 1993 FD1                 | 20 marzo 1993     | K. Endate, K. Watanabe                                 |
| 6739 Tärendö         | 1993 FU38                | 19 marzo 1993     | UESAC                                                  |
| 6740 Goff            | 1993 GY                  | 14 aprile 1993    | C. S. Shoemaker, E. M. Shoemaker                       |
| 6741 Liyuan          | 1994 FX                  | 31 marzo 1994     | K. Endate, K. Watanabe                                 |
| 6742 Biandepei       | 1994 GR                  | 8 aprile 1994     | K. Endate, K. Watanabe                                 |
| 6743 Liu             | 1994 GS                  | 8 aprile 1994     | K. Endate, K. Watanabe                                 |
| 6744 Komoda          | 1994 JL                  | 6 maggio 1994     | K. Endate, K. Watanabe                                 |
| 6745 Nishiyama       | 1994 JD1                 | 7 maggio 1994     | K. Endate, K. Watanabe                                 |
| 6746 Zagar           | 1994 NP                  | 9 luglio 1994     | Osservatorio San Vittore                               |
| 6747 Ozegahara       | 1995 UT3                 | 20 ottobre 1995   | T. Kobayashi                                           |
| 6748 Bratton         | 1995 UV30                | 20 ottobre 1995   | Spacewatch                                             |
| 6749 Ireentje        | 7068 P-L                 | 17 ottobre 1960   | C. J. van Houten, I. van Houten-Groeneveld, T. Gehrels |
| 6750 Katgert         | 1078 T-1                 | 24 marzo 1971     | C. J. van Houten, I. van Houten-Groeneveld, T. Gehrels |
| 6751 van Genderen    | 1114 T-1                 | 25 marzo 1971     | C. J. van Houten, I. van Houten-Groeneveld, T. Gehrels |
| 6752 Ashley          | 4150 T-1                 | 26 marzo 1971     | C. J. van Houten, I. van Houten-Groeneveld, T. Gehrels |
| 6753 Fursenko        | 1974 RV1                 | 14 settembre 1974 | N. S. Chernykh                                         |
| 6754 Burdenko        | 1976 UD4                 | 28 ottobre 1976   | L. V. Zhuravleva                                       |
| 6755 Solov'yanenko   | 1976 YE1                 | 16 dicembre 1976  | L. I. Chernykh                                         |
| 6756 Williamfeldman  | 1978 VX3                 | 7 novembre 1978   | E. F. Helin, S. J. Bus                                 |
| 6757 Addibischoff    | 1979 SE15                | 20 settembre 1979 | S. J. Bus                                              |
| 6758 Jesseowens      | 1980 GL                  | 13 aprile 1980    | A. Mrkos                                               |
| 6759 -               | 1980 KD                  | 21 maggio 1980    | H. Debehogne                                           |
| 6760 -               | 1980 KM                  | 22 maggio 1980    | H. Debehogne                                           |
| 6761 Haroldconnolly  | 1981 EV19                | 2 marzo 1981      | S. J. Bus                                              |
| 6762 Cyrenagoodrich  | 1981 EC25                | 2 marzo 1981      | S. J. Bus                                              |
| 6763 Kochiny         | 1981 RA2                 | 7 settembre 1981  | L. G. Karachkina                                       |
| 6764 Kirillavrov     | 1981 TM3                 | 7 ottobre 1981    | L. I. Chernykh                                         |
| 6765 Fibonacci       | 1982 BQ2                 | 20 gennaio 1982   | L. Brožek                                              |
| 6766 Kharms          | 1982 UC6                 | 20 ottobre 1982   | L. G. Karachkina                                       |
| 6767 Shirvindt       | 1983 AA3                 | 6 gennaio 1983    | L. G. Karachkina                                       |
| 6768 Mathiasbraun    | 1983 RY                  | 7 settembre 1983  | A. Mrkos                                               |
| 6769 Brokoff         | 1985 CJ1                 | 15 febbraio 1985  | A. Mrkos                                               |
| 6770 Fugate          | 1985 QR                  | 22 agosto 1985    | E. Bowell                                              |
| 6771 Foerster        | 1986 EZ4                 | 9 marzo 1986      | C.-I. Lagerkvist                                       |
| 6772 -               | 1988 BG4                 | 20 gennaio 1988   | H. Debehogne                                           |
| 6773 Kellaway        | 1988 LK                  | 15 giugno 1988    | E. F. Helin                                            |
| 6774 Vladheinrich    | 1988 VH5                 | 4 novembre 1988   | A. Mrkos                                               |
| 6775 Giorgini        | 1989 GJ                  | 5 aprile 1989     | E. F. Helin                                            |
| 6776 Dix             | 1989 GF8                 | 6 aprile 1989     | F. Börngen                                             |
| 6777 Balakirev       | 1989 SV1                 | 26 settembre 1989 | E. W. Elst                                             |
| 6778 Tosamakoto      | 1989 TX10                | 4 ottobre 1989    | A. Takahashi, K. Watanabe                              |
| 6779 Perrine         | 1990 DM1                 | 20 febbraio 1990  | A. Mrkos                                               |
| 6780 Borodin         | 1990 ES3                 | 2 marzo 1990      | E. W. Elst                                             |
| 6781 Sheikhumarrkhan | 1990 OD                  | 19 luglio 1990    | H. E. Holt                                             |
| 6782 -               | 1990 SU10                | 16 settembre 1990 | H. E. Holt                                             |
| 6783 Gulyaev         | 1990 SO28                | 24 settembre 1990 | L. I. Chernykh                                         |
| 6784 Bogatikov       | 1990 UN13                | 28 ottobre 1990   | L. I. Chernykh                                         |
| 6785 -               | 1990 VA7                 | 12 novembre 1990  | H. Shiozawa, M. Kizawa                                 |
| 6786 Doudantsutsuji  | 1991 DT                  | 21 febbraio 1991  | S. Inoda, T. Urata                                     |
| 6787 -               | 1991 PF15                | 7 agosto 1991     | H. E. Holt                                             |
| 6788 -               | 1991 PH15                | 7 agosto 1991     | H. E. Holt                                             |
| 6789 Milkey          | 1991 RM6                 | 4 settembre 1991  | E. F. Helin                                            |
| 6790 Pingouin        | 1991 SF1                 | 28 settembre 1991 | S. Otomo                                               |
| 6791 -               | 1991 UC2                 | 29 ottobre 1991   | S. Ueda, H. Kaneda                                     |
| 6792 Akiyamatakashi  | 1991 WC                  | 30 novembre 1991  | M. Akiyama, T. Furuta                                  |
| 6793 Palazzolo       | 1991 YE                  | 30 dicembre 1991  | Osservatorio Astronomico Bassano Bresciano             |
| 6794 Masuisakura     | 1992 DK                  | 26 febbraio 1992  | A. Sugie                                               |
| 6795 Örnsköldsvik    | 1993 FZ12                | 17 marzo 1993     | UESAC                                                  |
| 6796 Sundsvall       | 1993 FH24                | 21 marzo 1993     | UESAC                                                  |
| 6797 Östersund       | 1993 FG25                | 21 marzo 1993     | UESAC                                                  |
| 6798 Couperin        | 1993 JK1                 | 14 maggio 1993    | E. W. Elst                                             |
| 6799 Citfiftythree   | 1993 KM                  | 17 maggio 1993    | E. F. Helin                                            |
| 6800 Saragamine      | 1994 UC                  | 29 ottobre 1994   | A. Nakamura                                            |

## 6801-6900
| Nome                  | Designazione provvisoria | Data di scoperta  | Scopritore                                             |
| --------------------- | ------------------------ | ----------------- | ------------------------------------------------------ |
| 6801 Střekov          | 1995 UM1                 | 22 ottobre 1995   | Z. Moravec                                             |
| 6802 Černovice        | 1995 UQ2                 | 24 ottobre 1995   | M. Tichý                                               |
| 6803 -                | 1995 UK7                 | 27 ottobre 1995   | S. Ueda, H. Kaneda                                     |
| 6804 Maruseppu        | 1995 WV                  | 16 novembre 1995  | A. Nakamura                                            |
| 6805 Abstracta        | 4600 P-L                 | 24 settembre 1960 | C. J. van Houten, I. van Houten-Groeneveld, T. Gehrels |
| 6806 Kaufmann         | 6048 P-L                 | 24 settembre 1960 | C. J. van Houten, I. van Houten-Groeneveld, T. Gehrels |
| 6807 Brünnow          | 6568 P-L                 | 24 settembre 1960 | C. J. van Houten, I. van Houten-Groeneveld, T. Gehrels |
| 6808 Plantin          | 1932 CP                  | 5 febbraio 1932   | K. Reinmuth                                            |
| 6809 Sakuma           | 1938 DM1                 | 20 febbraio 1938  | K. Reinmuth                                            |
| 6810 Juanclariá       | 1969 GC                  | 9 aprile 1969     | C. U. Cesco                                            |
| 6811 Kashcheev        | 1976 QP                  | 26 agosto 1976    | N. S. Chernykh                                         |
| 6812 Robertnelson     | 1978 VJ8                 | 7 novembre 1978   | E. F. Helin, S. J. Bus                                 |
| 6813 Amandahendrix    | 1978 VV9                 | 7 novembre 1978   | E. F. Helin, S. J. Bus                                 |
| 6814 Steffl           | 1979 MC2                 | 25 giugno 1979    | E. F. Helin, S. J. Bus                                 |
| 6815 Mutchler         | 1979 MM5                 | 25 giugno 1979    | E. F. Helin, S. J. Bus                                 |
| 6816 Barbcohen        | 1981 EB28                | 2 marzo 1981      | S. J. Bus                                              |
| 6817 Pest             | 1982 BP2                 | 20 gennaio 1982   | A. Mrkos                                               |
| 6818 Sessyu           | 1983 EM1                 | 11 marzo 1983     | H. Kosai, K. Hurukawa                                  |
| 6819 McGarvey         | 1983 LL                  | 14 giugno 1983    | S. E. Smrekar                                          |
| 6820 Buil             | 1985 XS                  | 13 dicembre 1985  | CERGA                                                  |
| 6821 Ranevskaya       | 1986 SZ1                 | 29 settembre 1986 | L. G. Karachkina                                       |
| 6822 Horálek          | 1986 UO                  | 28 ottobre 1986   | Z. Vávrová                                             |
| 6823 -                | 1988 ED1                 | 12 marzo 1988     | M. Arai, H. Mori                                       |
| 6824 Mallory          | 1988 RE2                 | 8 settembre 1988  | A. Mrkos                                               |
| 6825 Irvine           | 1988 TJ2                 | 4 ottobre 1988    | A. Mrkos                                               |
| 6826 Lavoisier        | 1989 SD1                 | 26 settembre 1989 | E. W. Elst                                             |
| 6827 Wombat           | 1990 SN4                 | 27 settembre 1990 | T. Urata                                               |
| 6828 Elbsteel         | 1990 VC1                 | 12 novembre 1990  | D. I. Steel                                            |
| 6829 Charmawidor      | 1991 BM1                 | 18 gennaio 1991   | E. W. Elst                                             |
| 6830 Johnbackus       | 1991 JB1                 | 5 maggio 1991     | S. Otomo, O. Muramatsu                                 |
| 6831 -                | 1991 UM1                 | 28 ottobre 1991   | S. Ueda, H. Kaneda                                     |
| 6832 Kawabata         | 1992 FP                  | 23 marzo 1992     | K. Endate, K. Watanabe                                 |
| 6833 -                | 1993 FC1                 | 19 marzo 1993     | S. Shirai, S. Hayakawa                                 |
| 6834 Hunfeld          | 1993 JH                  | 11 maggio 1993    | Y. Shimizu, T. Urata                                   |
| 6835 Molfino          | 1994 HT1                 | 30 aprile 1994    | Stroncone                                              |
| 6836 Paranal          | 1994 PW5                 | 10 agosto 1994    | E. W. Elst                                             |
| 6837 Bressi           | 1994 XN4                 | 8 dicembre 1994   | Spacewatch                                             |
| 6838 Okuda            | 1995 UD9                 | 30 ottobre 1995   | Y. Shimizu, T. Urata                                   |
| 6839 Ozenuma          | 1995 WB2                 | 18 novembre 1995  | T. Kobayashi                                           |
| 6840 -                | 1995 WW5                 | 18 novembre 1995  | S. Ueda, H. Kaneda                                     |
| 6841 Gottfriedkirch   | 2034 P-L                 | 24 settembre 1960 | C. J. van Houten, I. van Houten-Groeneveld, T. Gehrels |
| 6842 Krosigk          | 3016 P-L                 | 24 settembre 1960 | C. J. van Houten, I. van Houten-Groeneveld, T. Gehrels |
| 6843 Heremon          | 1975 TC6                 | 9 ottobre 1975    | J.-D. Mulholland                                       |
| 6844 Shpak            | 1975 VR5                 | 3 novembre 1975   | T. M. Smirnova                                         |
| 6845 Mansurova        | 1976 JG2                 | 2 maggio 1976     | N. S. Chernykh                                         |
| 6846 Kansazan         | 1976 UG15                | 22 ottobre 1976   | H. Kosai, K. Hurukawa                                  |
| 6847 Kunz-Hallstein   | 1977 RL                  | 5 settembre 1977  | H.-E. Schuster                                         |
| 6848 Casely-Hayford   | 1978 VG5                 | 7 novembre 1978   | E. F. Helin, S. J. Bus                                 |
| 6849 Doloreshuerta    | 1979 MX6                 | 25 giugno 1979    | E. F. Helin, S. J. Bus                                 |
| 6850 -                | 1981 QT3                 | 28 agosto 1981    | H. Debehogne                                           |
| 6851 Chianti          | 1981 RO1                 | 1 settembre 1981  | H. Debehogne                                           |
| 6852 Nannibignami     | 1985 CN2                 | 14 febbraio 1985  | H. Debehogne                                           |
| 6853 Silvanomassaglia | 1986 CD2                 | 12 febbraio 1986  | H. Debehogne                                           |
| 6854 Georgewest       | 1987 UG                  | 20 ottobre 1987   | K. W. Zeigler                                          |
| 6855 Armellini        | 1989 BG                  | 29 gennaio 1989   | Osservatorio San Vittore                               |
| 6856 Bethemmons       | 1989 EM                  | 5 marzo 1989      | E. F. Helin                                            |
| 6857 Castelli         | 1990 QQ                  | 19 agosto 1990    | E. F. Helin                                            |
| 6858 -                | 1990 ST10                | 16 settembre 1990 | H. E. Holt                                             |
| 6859 Datemasamune     | 1991 CZ                  | 13 febbraio 1991  | M. Koishikawa                                          |
| 6860 Sims             | 1991 CS1                 | 11 febbraio 1991  | S. Otomo, O. Muramatsu                                 |
| 6861 -                | 1991 FA3                 | 20 marzo 1991     | H. Debehogne                                           |
| 6862 Virgiliomarcon   | 1991 GL                  | 11 aprile 1991    | Osservatorio San Vittore                               |
| 6863 -                | 1991 PX8                 | 5 agosto 1991     | H. E. Holt                                             |
| 6864 Starkenburg      | 1991 RC4                 | 12 settembre 1991 | F. Börngen, L. D. Schmadel                             |
| 6865 Dunkerley        | 1991 TE2                 | 2 ottobre 1991    | Y. Kushida, O. Muramatsu                               |
| 6866 Kukai            | 1992 CO                  | 12 febbraio 1992  | S. Otomo                                               |
| 6867 Kuwano           | 1992 FP1                 | 28 marzo 1992     | K. Endate, K. Watanabe                                 |
| 6868 Seiyauyeda       | 1992 HD                  | 22 aprile 1992    | Y. Kushida, O. Muramatsu                               |
| 6869 Funada           | 1992 JP                  | 2 maggio 1992     | K. Endate, K. Watanabe                                 |
| 6870 Pauldavies       | 1992 OG                  | 28 luglio 1992    | R. H. McNaught                                         |
| 6871 Verlaine         | 1993 BE8                 | 23 gennaio 1993   | E. W. Elst                                             |
| 6872 -                | 1993 CN1                 | 15 febbraio 1993  | S. Ueda, H. Kaneda                                     |
| 6873 Tasaka           | 1993 HT1                 | 21 aprile 1993    | K. Endate, K. Watanabe                                 |
| 6874 -                | 1994 JO1                 | 9 maggio 1994     | G. J. Garradd                                          |
| 6875 Golgi            | 1994 NG1                 | 4 luglio 1994     | E. F. Helin                                            |
| 6876 Beppeforti       | 1994 RK1                 | 5 settembre 1994  | A. Boattini, M. Tombelli                               |
| 6877 Giada            | 1994 TB2                 | 10 ottobre 1994   | V. S. Casulli                                          |
| 6878 Isamu            | 1994 TN2                 | 2 ottobre 1994    | K. Endate, K. Watanabe                                 |
| 6879 Hyogo            | 1994 TC15                | 14 ottobre 1994   | K. Ito                                                 |
| 6880 Hayamiyu         | 1994 TG15                | 13 ottobre 1994   | S. Otomo                                               |
| 6881 Shifutsu         | 1994 UP                  | 31 ottobre 1994   | T. Kobayashi                                           |
| 6882 Sormano          | 1995 CC1                 | 5 febbraio 1995   | P. Sicoli, V. Giuliani                                 |
| 6883 Hiuchigatake     | 1996 AF                  | 10 gennaio 1996   | T. Kobayashi                                           |
| 6884 Takeshisato      | 9521 P-L                 | 17 ottobre 1960   | C. J. van Houten, I. van Houten-Groeneveld, T. Gehrels |
| 6885 Nitardy          | 9570 P-L                 | 17 ottobre 1960   | C. J. van Houten, I. van Houten-Groeneveld, T. Gehrels |
| 6886 Grote            | 1942 CG                  | 11 febbraio 1942  | L. Oterma                                              |
| 6887 Hasuo            | 1951 WH                  | 24 novembre 1951  | M. Laugier                                             |
| 6888 -                | 1971 BD3                 | 27 gennaio 1971   | C. Torres, J. Petit                                    |
| 6889 -                | 1971 RA                  | 15 settembre 1971 | C. Torres, J. Petit                                    |
| 6890 Savinykh         | 1975 RP                  | 3 settembre 1975  | L. I. Chernykh                                         |
| 6891 Triconia         | 1976 SA                  | 23 settembre 1976 | Harvard Observatory                                    |
| 6892 Lana             | 1978 VG8                 | 7 novembre 1978   | E. F. Helin, S. J. Bus                                 |
| 6893 Sanderson        | 1983 RS3                 | 2 settembre 1983  | H. Debehogne                                           |
| 6894 Macreid          | 1986 RE2                 | 5 settembre 1986  | E. F. Helin                                            |
| 6895 -                | 1987 DG6                 | 23 febbraio 1987  | H. Debehogne                                           |
| 6896 -                | 1987 RE1                 | 13 settembre 1987 | H. Debehogne                                           |
| 6897 Tabei            | 1987 VQ                  | 15 novembre 1987  | A. Mrkos                                               |
| 6898 Saint-Marys      | 1988 LE                  | 8 giugno 1988     | C. S. Shoemaker                                        |
| 6899 Nancychabot      | 1988 RP10                | 14 settembre 1988 | S. J. Bus                                              |
| 6900 -                | 1988 XD1                 | 2 dicembre 1988   | M. Arai, H. Mori                                       |

## 6901-7000
| Nome               | Designazione provvisoria | Data di scoperta  | Scopritore                                             |
| ------------------ | ------------------------ | ----------------- | ------------------------------------------------------ |
| 6901 Roybishop     | 1989 PA                  | 2 agosto 1989     | C. S. Shoemaker, E. M. Shoemaker                       |
| 6902 Hideoasada    | 1989 US3                 | 26 ottobre 1989   | Y. Mizuno, T. Furuta                                   |
| 6903 -             | 1989 XM                  | 2 dicembre 1989   | Y. Oshima                                              |
| 6904 McGill        | 1990 QW1                 | 22 agosto 1990    | H. E. Holt                                             |
| 6905 Miyazaki      | 1990 TW                  | 15 ottobre 1990   | K. Endate, K. Watanabe                                 |
| 6906 Johnmills     | 1990 WC                  | 19 novembre 1990  | R. H. McNaught                                         |
| 6907 Harryford     | 1990 WE                  | 19 novembre 1990  | R. H. McNaught                                         |
| 6908 Kunimoto      | 1990 WB3                 | 24 novembre 1990  | K. Endate, K. Watanabe                                 |
| 6909 Levison       | 1991 BY2                 | 19 gennaio 1991   | C. S. Shoemaker, E. M. Shoemaker                       |
| 6910 Ikeguchi      | 1991 FJ                  | 17 marzo 1991     | S. Otomo, O. Muramatsu                                 |
| 6911 Nancygreen    | 1991 GN                  | 10 aprile 1991    | E. F. Helin                                            |
| 6912 Grimm         | 1991 GQ2                 | 8 aprile 1991     | E. W. Elst                                             |
| 6913 Yukawa        | 1991 UT3                 | 31 ottobre 1991   | K. Endate, K. Watanabe                                 |
| 6914 Becquerel     | 1992 GZ                  | 3 aprile 1992     | C. S. Shoemaker, D. H. Levy, H. E. Holt                |
| 6915 -             | 1992 HH                  | 30 aprile 1992    | Y. Kushida, O. Muramatsu                               |
| 6916 Lewispearce   | 1992 OJ                  | 27 luglio 1992    | R. H. McNaught                                         |
| 6917 -             | 1993 FR2                 | 29 marzo 1993     | S. Otomo                                               |
| 6918 Manaslu       | 1993 FV3                 | 20 marzo 1993     | M. Hirasawa, S. Suzuki                                 |
| 6919 Tomonaga      | 1993 HP                  | 16 aprile 1993    | K. Endate, K. Watanabe                                 |
| 6920 Esaki         | 1993 JE                  | 14 maggio 1993    | K. Endate, K. Watanabe                                 |
| 6921 Janejacobs    | 1993 JJ                  | 14 maggio 1993    | S. Ueda, H. Kaneda                                     |
| 6922 Yasushi       | 1993 KY1                 | 27 maggio 1993    | S. Otomo                                               |
| 6923 Borzacchini   | 1993 SD                  | 16 settembre 1993 | Stroncone                                              |
| 6924 Fukui         | 1993 TP                  | 8 ottobre 1993    | K. Endate, K. Watanabe                                 |
| 6925 Susumu        | 1993 UW2                 | 24 ottobre 1993   | T. Seki                                                |
| 6926 -             | 1994 RO11                | 1 settembre 1994  | S. Ueda, H. Kaneda                                     |
| 6927 Tonegawa      | 1994 TE1                 | 2 ottobre 1994    | K. Endate, K. Watanabe                                 |
| 6928 Lanna         | 1994 TM3                 | 11 ottobre 1994   | M. Tichý                                               |
| 6929 Misto         | 1994 UE                  | 31 ottobre 1994   | V. S. Casulli                                          |
| 6930 -             | 1994 VJ3                 | 7 novembre 1994   | S. Ueda, H. Kaneda                                     |
| 6931 Kenzaburo     | 1994 VP6                 | 4 novembre 1994   | K. Endate, K. Watanabe                                 |
| 6932 Tanigawadake  | 1994 YK                  | 24 dicembre 1994  | T. Kobayashi                                           |
| 6933 Azumayasan    | 1994 YW                  | 28 dicembre 1994  | T. Kobayashi                                           |
| 6934 -             | 1994 YN2                 | 25 dicembre 1994  | S. Ueda, H. Kaneda                                     |
| 6935 Morisot       | 4524 P-L                 | 24 settembre 1960 | C. J. van Houten, I. van Houten-Groeneveld, T. Gehrels |
| 6936 Cassatt       | 6573 P-L                 | 24 settembre 1960 | C. J. van Houten, I. van Houten-Groeneveld, T. Gehrels |
| 6937 Valadon       | 1010 T-2                 | 29 settembre 1973 | C. J. van Houten, I. van Houten-Groeneveld, T. Gehrels |
| 6938 Soniaterk     | 5140 T-2                 | 25 settembre 1973 | C. J. van Houten, I. van Houten-Groeneveld, T. Gehrels |
| 6939 Lestone       | 1952 SW1                 | 22 settembre 1952 | L. E. Cunningham                                       |
| 6940 -             | 1972 HL1                 | 19 aprile 1972    | C. Torres                                              |
| 6941 Dalgarno      | 1976 YA                  | 16 dicembre 1976  | Harvard Observatory                                    |
| 6942 Yurigulyaev   | 1976 YB2                 | 16 dicembre 1976  | L. I. Chernykh                                         |
| 6943 Moretto       | 1978 VR4                 | 7 novembre 1978   | E. F. Helin, S. J. Bus                                 |
| 6944 Elaineowens   | 1979 MR3                 | 25 giugno 1979    | E. F. Helin, S. J. Bus                                 |
| 6945 Dahlgren      | 1980 FZ3                 | 16 marzo 1980     | C.-I. Lagerkvist                                       |
| 6946 -             | 1980 RX1                 | 15 settembre 1980 | H. Debehogne, L. Houziaux                              |
| 6947 Andrewdavis   | 1981 ET8                 | 1 marzo 1981      | S. J. Bus                                              |
| 6948 Gounelle      | 1981 ET22                | 2 marzo 1981      | S. J. Bus                                              |
| 6949 Zissell       | 1982 RZ                  | 11 settembre 1982 | Oak Ridge Observatory                                  |
| 6950 Simonek       | 1982 YQ                  | 22 dicembre 1982  | F. Dossin                                              |
| 6951 -             | 1985 DW1                 | 16 febbraio 1985  | H. Debehogne                                           |
| 6952 Niccolò       | 1986 JT                  | 4 maggio 1986     | E. Bowell                                              |
| 6953 Davepierce    | 1986 PC1                 | 1 agosto 1986     | E. F. Helin                                            |
| 6954 Potemkin      | 1987 RB6                 | 4 settembre 1987  | L. V. Zhuravleva                                       |
| 6955 Ekaterina     | 1987 SP15                | 25 settembre 1987 | L. V. Zhuravleva                                       |
| 6956 Holbach       | 1988 CX3                 | 13 febbraio 1988  | E. W. Elst                                             |
| 6957 -             | 1988 HA                  | 16 aprile 1988    | S. Ueda, H. Kaneda                                     |
| 6958 -             | 1988 TX1                 | 13 ottobre 1988   | S. Ueda, H. Kaneda                                     |
| 6959 Mikkelkocha   | 1988 VD1                 | 3 novembre 1988   | P. Jensen                                              |
| 6960 -             | 1989 AL5                 | 4 gennaio 1989    | R. H. McNaught                                         |
| 6961 Ashitaka      | 1989 KA                  | 26 maggio 1989    | M. Akiyama, T. Furuta                                  |
| 6962 Summerscience | 1990 OT                  | 22 luglio 1990    | E. F. Helin                                            |
| 6963 -             | 1990 OQ3                 | 27 luglio 1990    | H. E. Holt                                             |
| 6964 Kunihiko      | 1990 TL1                 | 15 ottobre 1990   | K. Endate, K. Watanabe                                 |
| 6965 Niyodogawa    | 1990 VS2                 | 11 novembre 1990  | T. Seki                                                |
| 6966 Vietoris      | 1991 RD5                 | 13 settembre 1991 | L. D. Schmadel, F. Börngen                             |
| 6967 -             | 1991 VJ3                 | 11 novembre 1991  | K. Suzuki, T. Urata                                    |
| 6968 -             | 1991 VX3                 | 11 novembre 1991  | S. Ueda, H. Kaneda                                     |
| 6969 Santaro       | 1991 VF5                 | 4 novembre 1991   | S. Otomo                                               |
| 6970 Saigusa       | 1992 AL1                 | 10 gennaio 1992   | S. Otomo                                               |
| 6971 Omogokei      | 1992 CT                  | 8 febbraio 1992   | T. Seki                                                |
| 6972 Helvetius     | 1992 GY3                 | 4 aprile 1992     | E. W. Elst                                             |
| 6973 Karajan       | 1992 HK                  | 27 aprile 1992    | S. Ueda, H. Kaneda                                     |
| 6974 Solti         | 1992 MC                  | 27 giugno 1992    | H. E. Holt                                             |
| 6975 Hiroaki       | 1992 QM                  | 25 agosto 1992    | S. Otomo                                               |
| 6976 Kanatsu       | 1993 KD2                 | 23 maggio 1993    | S. Otomo                                               |
| 6977 Jaucourt      | 1993 OZ4                 | 20 luglio 1993    | E. W. Elst                                             |
| 6978 Hironaka      | 1993 RD                  | 12 settembre 1993 | K. Endate, K. Watanabe                                 |
| 6979 Shigefumi     | 1993 RH                  | 12 settembre 1993 | K. Endate, K. Watanabe                                 |
| 6980 Kyusakamoto   | 1993 SV1                 | 16 settembre 1993 | K. Endate, K. Watanabe                                 |
| 6981 Chirman       | 1993 TK2                 | 15 ottobre 1993   | Osservatorio Astronomico Bassano Bresciano             |
| 6982 Cesarchavez   | 1993 UA3                 | 16 ottobre 1993   | E. F. Helin                                            |
| 6983 Komatsusakyo  | 1993 YC                  | 17 dicembre 1993  | T. Kobayashi                                           |
| 6984 Lewiscarroll  | 1994 AO                  | 4 gennaio 1994    | H. Shiozawa, T. Urata                                  |
| 6985 -             | 1994 UF2                 | 31 ottobre 1994   | S. Ueda, H. Kaneda                                     |
| 6986 Asamayama     | 1994 WE                  | 24 novembre 1994  | T. Kobayashi                                           |
| 6987 Onioshidashi  | 1994 WZ                  | 25 novembre 1994  | T. Kobayashi                                           |
| 6988 -             | 1994 WE3                 | 28 novembre 1994  | S. Ueda, H. Kaneda                                     |
| 6989 Hoshinosato   | 1994 XH1                 | 6 dicembre 1994   | T. Kobayashi                                           |
| 6990 Toya          | 1994 XU4                 | 9 dicembre 1994   | T. Kobayashi                                           |
| 6991 Chichibu      | 1995 AX                  | 6 gennaio 1995    | T. Kobayashi                                           |
| 6992 Minano-machi  | 1995 BT1                 | 27 gennaio 1995   | T. Kobayashi                                           |
| 6993 -             | 1995 BJ4                 | 28 gennaio 1995   | S. Ueda, H. Kaneda                                     |
| 6994 -             | 1995 BV4                 | 28 gennaio 1995   | S. Ueda, H. Kaneda                                     |
| 6995 Minoyama      | 1996 BZ1                 | 24 gennaio 1996   | T. Kobayashi                                           |
| 6996 Alvensleben   | 2222 T-2                 | 29 settembre 1973 | C. J. van Houten, I. van Houten-Groeneveld, T. Gehrels |
| 6997 Laomedon      | 3104 T-3                 | 16 ottobre 1977   | C. J. van Houten, I. van Houten-Groeneveld, T. Gehrels |
| 6998 Tithonus      | 3108 T-3                 | 16 ottobre 1977   | C. J. van Houten, I. van Houten-Groeneveld, T. Gehrels |
| 6999 Meitner       | 4379 T-3                 | 16 ottobre 1977   | C. J. van Houten, I. van Houten-Groeneveld, T. Gehrels |
| 7000 Curie         | 1939 VD                  | 6 novembre 1939   | F. Rigaux                                              |